# Niederländische Feldpost
Dieser Artikel behandelt die niederländische Feldpost seit ihrer ersten urkundlichen Erwähnung 1597.

Wappen der Niederländischen Feldpost

Neues Wappen der Niederländischen Feldpost

## Niederländische Feldpost

### Die ersten Nachrichten über die Feldpost
Über die erste niederländische Feldpost ist in einem Beschluss vom 12. August 1597 zu lesen, dass demnach zwischen Den Haag und ’s-Gravenwert (einer Rheininsel bei Lobith) ein Reitpostkurs mit festen Stationen in Alphen, Bodegraven, Utrecht, Rhenen und Arnheim eingerichtet war. Für jede Station waren zwei Reiter mit mehreren Pferden abkommandiert. Zuständig für die Abwicklung war ein für jedes Lager eigens bestellter Wachtmeister.
In weiteren Feldzügen gegen die spanischen Besatzer wurden ähnliche Dienste unterhalten.
Bei der Belagerung von ’s-Hertogenbosch im Jahre 1629 wurde erstmals eine Lichtsignal-Staffete von der St.Jan-Kathedrale über Eindhoven zum Erzbischof von Brüssel in Breda unterhalten. Für Berichte und Befehle unterhielt man zusätzlich eine Reitpost. Ein Bote von s'Hertogenbosch nach Den Haag soll zehn Stunden benötigt haben. Aus dieser Zeit lassen sich auch die ersten Briefe von Militärs nachweisen. Sie sind erkennbar durch Hinweise wie „In 't Lager bij Venlo, 4. Juny 1632“ oder „du camp prèz de Maestrich, le 14 d'October 1632“.
Im „Archiv für Post und Telegraphie.“ von 1873 ist auf Seite 14 zu lesen:
- „Niederländisches Feldpostwesen. In den Niederlanden wurde eine Feldpost nach Le Jeune's Mittheilungen (Le Jeune: Het Brieven-Postwezen in de Republik der vereenigten Nederlande. Utrecht 1851.) zuerst im Jahre 1746 errichtet, als die verbündeten Niederländischen und Englischen Truppen bei Breda Stellung genommen hatten, während Antwerpen von den Franzosen besetzt war. Das Amsterdamer Postamt ließ die Briefe für die Armee bis nach Strijen-Sas am nördlichen Ufer des Holländischen Dieps befördern, das nördlich von Breda tief ins Land einschneidet; in Stijen-Sas wurden die Briefsäcke von Feldpostbeamten abgeholt, in Booten, (veldpostschuiten) über das Diep geschafft und sodann nach dem Hauptquartier Breda transportiert. Um auch für die englischen Truppen den Postverkehr möglichst zu erleichtern, wurden die Briefpakete aus England in Hellevetshuis/Brielle (an der Mündung der Maas) abgegeben und von dort ebenfalls nach Strijen-Sas aus bz. ins Hauptquartier befördert, wo ein englischer Postbeamter, Mr.Sutton, die Aushändigung besorgte. Größere Ausdehnung hatte die niederländische Feldposteinrichtung im Jahre 1793, als die Truppen der aus sieben Provinzen errichteten Republik unter dem Prinzen von Oranien dem späteren König Wilhelm I. der Niederlande. in die Österreichischen Niederlande eingedrungen waren und bei Kortrijk in Westflandern südwestlich von Gent standen. Die Organisation des Feldpostwesens wurde damals nach dem Plane des Niederländischen Commies-Generaal (Postdirectors) L’Honoré durch Beschluss der Generalstaaten vom 20. Juni 1793 zur Ausführung gebracht. Der Sitz des Feld-Postamtes war im Hauptquartier des Prinzen von Oranien. Die Postverbindung mit Den Haag wurde auf der Route über Gent, Lokeren, Antwerpen, Moerdijk, das Holländische Diep und Dordrecht unterhalten, trotz des Protestes, den der österreichische General-Postdirektor für die Niederlande in Brüssel dagegen erlassen hatte, weil er die Einrichtung für einen Eingriff in die Reservatrechte seines Souverains, des Römisch-Deutschen Kaisers, ansah. Nach der Instruktion, welche die Generalstaaten den „Edel Mögenden Herren Commissarien für das Postwesen von Holland und West-Friesland“ wegen Beförderung der Briefe für die Armee erteilt hatten, sollten die Feldpostsachen vo Den Haag, wo sie gesammelt wurden, Montags und Donnerstags um 5 Uhr Abends abgehen und in 6 bis 7 Stunden nach Strijen-Sas geschafft werden, an welchem Orte behufs der Überführung der Feldpost über das holländische Diep ein Relais (entre-postcomptoir) errichtet war. Am südlichen Ufer des Dieps begann bei Moerdijk der eigentliche Feldpostcours auf brabantischem und flandrischem Boden. In Kortrijk bzw. im Hauptquartier des Prinzen von Oranien kamen die Briefbeutel Mittwochs und Sonnabends an. Von der Armee aus mussten die Feldposttransporte so expediert werden, dass sie gleichfalls Montags und Donnerstags Abends – wie die Post von Den Haag – in Moerdijk eintrafen, um von dort durch die zurückkehrenden Postillone nach Den Haag befördert zu werden.“

Aus dem Zweiten Englischen Krieg 1665–1667 ist bekannt, dass von Delfzijl bis Flandern entlang der Küste eine Verteidigungslinie bestand. Eine Reitpost mit 15 Stationen zwischen Den Helder und Zierikzee verband die Regierung in Den Haag mit den Truppen.
Im Krieg gegen Münster und Köln unterstand die Reitpost dem Prinzen Johann Mauritz, der für seine „Kundschaft und geheime Correspondenz“ 8000 Pfund erhielt. Gleichzeitig unterstanden ihm die üblichen Reitposten. Es kam zu Beschwerden. Es wurde darüber geklagt, dass die Briefe zwei oder drei Tage unterwegs waren. Es stellte sich heraus, dass die Postreiter sich geweigert hatten, loszureiten, wenn sie nicht gleichzeitig, auf eigene Rechnung weitere Briefe zur Beförderung mitnehmen konnten.

#### Die französische Feldpost I
Die Franzosen beauftragten im Holländischen Krieg 1672 François Michel et Tettier mit der Organisation einer Feldpost zur Postversorgung der im Felde stehenden Truppen. Die „direction générale des postes“ delegierte einen „commis des postes“ und einen oder mehrere „vaguemestre“, die mit der Austeilung und Einsammlung der Post beauftragt waren. Dem Commis oblag die Abfertigung der berittenen Postillone. Bis 1706 enthielt die Adressenangabe den Namen des Lagers, zum Beispiel „l'armée de Monsr le Prince“. Mit der Einführung der ersten Feldpoststempel wurde zum Namen des Befehlshabers auch das Gebiet angegeben, in dem sich das Lager gerade befand, beispielsweise „de l'armée de Duras of de l'armée de Catalogne“.

#### Die niederländische Feldpost
Die Republik der Vereinigten Niederlande beschloss am 23. Juni 1672 die Einrichtung eines geregelten Feldpostdienstes. Postmeister Aert van Doorn wurde beauftragt, in den Festungen Voorn, St. Andries (bei Kerkdriel), Crevecoer (bei Hedel) und Zaltbommel eine Poststation einzurichten. Gleichzeitig wurden zwischen Den Haag und der Isselfront ein regelmäßiger Postkurs eingerichtet. Hinzu kam ein regelmäßig dreimal in der Woche reitender Bote nach Doesburg (12 km N.O. von Arnheim) für 15 Gulden je Ritt und bei besonderen Anlässen nach Den Helder, Vlissingen, Maastricht oder Emden. Über Emden bestand zum Beispiel Verbindung mit dem Großen Kurfürsten von Brandenburg und dem deutschen Kaiser.
Prinz Wilhelm III. bezahlte über 6000 Pfund für „Correspondenz und Nachrichten“ wie auch für die Nachrichtenübermittlung durch Balkentelegrafie zwischen Gouda und Bodegraven nach Muiden und von Gouda nach Goejan, Verwellesluis, Schoonhoven und Gorinchem.

### Die Stempel im Erbfolgekrieg 1740–1748
Die verbündeten Österreicher benutzten als Feldpoststempel einen Einkreisstempel mit zwei „A“ für „Armée Autrichienne“, das niederländische Kontingent verwendete einen Rahmenstempel mit den Buchstaben „AHOL“ für „Armée hollandaise“. Die Franzosen verwendeten die vielfältigsten Feldpoststempel und handschriftliche Vermerke, wie ARMEE DU ROY in verschiedenen Stellungen, SERVICE DU ROY, ARM. DE FLANDRE, AR. DE SAXE und ähnliche. In den Niederlanden verwendeten sie die Stempel „C.D.LOVENDAL“ und „ARMEE LOWENDAL“. Ulrich Friedrich Waldemar von Löwenthal war Oberbefehlshaber der französischen Truppen.

#### Die britische Feldpost
Um für die englischen Truppen den Postverkehr möglichst zu erleichtern, wurde am 29. Mai 1744 beschlossen, die Briefpakete aus England in Brielle (an der Mündung der Maas) auszutauschen und von dort ebenfalls nach Strijen-Sas aus bzw. ins Hauptquartier befördert. Der englische Postbeamte, Mr. Sutton, besorgte die Aushändigung. Postsendungen von der Armee nach England erhielten zum ersten Mal einen Stempel „AB“ für „Army bag“. Als handschriftliche Absenderangaben sind „Hanau Camp“, „Saven them Camp“ und „Vilvoerde Camp“ bekannt. Bekannt ist auch ein Schreiben „... in ye Reigement of Royal Scots Fusuleers at Klundart, Holland“.

Frühe, in den Niederlanden verwendete Stempel

#### Die französische Feldpost II
Mit der Besetzung der südlichen Niederlande durch 86.000 französische Soldaten in der Zeit von Oktober 1792 bis zum 30. März 1793 kamen die folgenden französischen Stempel zum Einsatz.
Die Stempel „EXPEDITION DE LA BELGIQUE“ und „ARMÉE DE BELGIQUE“ sind sehr selten. Hinzu kommt der Stempel „ARMÉE DU NORD“, er ist vom 28. Februar 1793 in einem roten Abschlag bekannt, sowie handschriftliche Vermerke wie „de L'armée du Nord“, „Exp(édition) de la Hollande“ oder „de la hollde“.
Am 2. und 3. April 1793 mussten die Franzosen die Besetzung von Breda bzw. Geertruidenberg aufgeben. Nach der Anwerbung Freiwilliger begannen die Franzosen erneut einen Angriff. Nach anfänglichen Misserfolgen vereinigte der französische General Pichegru die beiden Armeen, die „Armée du Nord“ und die „Armée Sambre et Meuse“ zur „Armée du Nord Sambre et Meuse“.
Aus Ostbelgien ist von 1793 die Verwendung des Stempel „ARMÉE DU NORD“ bekannt. Bekannt ist auch ein Stempel von 1794 aus s'Hertogenbosch „QUARTIER GÉNÉRAL“.
Aus dem Jahre 1795 sind die Stempel „DON A ARMÉE DU NORD“ aus Groningen und aus Breda „DON O ARMÉE DU NORD“ gemeldet. Es kann angenommen werden, dass zusätzlich der Stempel „P.P“ („Port Payé“) für die Vorauszahlung der Briefgebühr und „Deboursé“ für fehlgeleitete Briefe möglich ist. Bekannt sind Vermerke wie „estaffete“, „Très Pressé“ oder „suivre en campagne“.
Wie man einer Mitteilung aus einer zeitgenössischen Zeitung entnehmen konnte, wurde am 1. Juni 1793 auf niederländischer Seite ein Feldpostdienst aufgestellt. Die Postversorgung lief von Den Haag ausgehend zu den Hauptquartieren. Es sind nur handschriftliche Vermerke wie „met de veldpost“ bekannt. Aus dem Hauptquartier soll es einen Stempel „VELDPOST“ in kursiv geben.

#### Die französische Besatzung
Am 16. Mai 1795 wurde der Sonderfrieden von Basel geschlossen. Am gleichen Tag wurde in Den Haag der „Traktat von Den Haag“ zwischen der Französischen und der Batavischen Republik – wie sich die Niederlande jetzt nannten – geschlossen. Teil des Vertrages war die Übernahme der Kosten für die Stationierung von 25.000 Mann französischer Truppen in der Batavischen Republik. Dazu gehörte auch die Gestellung einer Feldpost zur Verbindung der Divisionen zum jeweiligen Hauptquartier. Für die Verbindung mit Frankreich bestand in Breda und Gorcum eine Poststation. Für notwendige Extraposten waren die Gemeinden verpflichtet, ihre Boten auf Kosten der batavischen Regierung einzusetzen. Das Personal der Feldpost hatte aus Franzosen zu bestehen.
Am 14. November 1795 wurde ein „Reglement der Posten im französischen Nordlager“ zwischen dem Comitee der Bundesgenossen, dem Chef der niederländischen Postverwaltung und dem Directeur-Generaal der Post der Armée du Nord ausgehandelt. In Arnheim, 1795, und Den Haag, 1796, wurde ein einzeiliger Stempel „DON B ARMÉE DU NORD“, aus Middelburg, 1798, „DON C ARMÉE DU NORD“ und aus Groningen, 1795, „DON E ARMÉE DU NORD“ ver wendet. Im Maastricht wurde 1796 ein Brief mit dem zweizeiligen Stempel „DON D ARMS / SAMBRE ET MEUSE“ und beim Hauptquartier in ’s-Gravenhage, 1795, der zweizeilige Stempel „BAU GAU / ARM. DU NORD“ (Bureau Général / Armée du Nord) abgeschlagen.
Zum Beweis der Portofreiheit verfügten die französischen Gesandten, die Generale, Kommissare und andere Verwaltungen über besondere Nebenstempel.
Infolge des Vertrages von 1795 nahmen batavische Einheiten an den französischen Kriegen im Königreich der Niederlande, in Österreich, Polen und Spanien teil.
Seit Mitte 1798 wurde der Stempel „ARMÉE DU NORD“ durch den zweizeiligen Stempel „DON A HOLLANDE / TROUPES FOISES“ ersetzt. Dieser Stempel ist wieder mit den Buchstaben von „A“ bis „E“ bekannt. Von einigen Divisionen sind auch die Stempel „PORT PAYÉ“ und auch „DÉ B“ bekannt. Letztere sind sehr selten.
Das Hauptquartier der holländischen Truppen brauchte 1804 in Nijmvegen den abgekürzten zweizeiligen Stempel „BAU GAL / ARM:DE HOLLANDE“ sowie 1805 den Einzeiler „BUREAU GÉNÉRAL ARMÉE DE HOLLANDE“, der von Utrecht aus den Jahren 1804 bis 1806, aus Rotterdam von 1805, und aus Nijmvegen von 1806 bekannt ist.
Anlässlich der BELGICA'72 konnte ein Sammler zwei weitere interessante Briefe zeigen: Da war einmal zu sehen: „BAU PRINCIPAL P.P. / ARM. DU NORD“ aus dem Jahre 1809, gestempelt in Terneuzen und von 1810 aus Nijmegen der rote Stempel „NO I PORT PAYÉ / ARM. DU NORD“.
Vom 27. August bis zum 30. November 1799 waren englische und russische Truppen im Lande, während dieser kurzen Zeit wurde von den Briten der Feldpoststempel „ARMY BAG“ mit Krone verwendet.
Nachdem der Feind in Nordholland besiegt war, wurden in den Niederlanden Stimmen laut, welche den Abzug der französischen Truppen aus der Batavischen Republik verlangten. Bis zum 31. August 1801 sollten die französischen Truppen in der Batavischen Republik auf Friedensstärke von 10.000 Mann zurückgebracht und dem batavischen Gouverneur unterstellt werden. Am 19. August 1801 beschloss der französische Kriegsminister ohne Rücksprache mit dem batavischen Gouvernement die Aufhebung der französischen Feldpost.
Mit der Übernahme der Küstenländer in das französische Kaiserreich am 9. Juli 1810 blieben die Stempel der Feldpost in Gebrauch. Holländische Einheiten wurden Teil der „Zweiten Grande Armee“ und nahmen am Russlandfeldzug teil.
Nach der Niederlage Napoleons in Russland und nach der Völkerschlacht in Leipzig marschierten deutsche und russische Truppen in die Niederlande ein. Aus dieser Zeit ist nur ein Feldpoststempel nachgewiesen, es war dies der zweizeilige Stempel „HANNÖVERSCHE / FELDPOSTEXPEDITION“.
Bedingt durch die neuen Bundesgenossen wurden sehr schnell neue Organisationen geschaffen. Auf Briefen erkennt man das durch handschriftliche Vermerke zur Erreichung der Portofreiheit. Als Nachfolger für den Direktor der Feldposten wurde durch fürstlichen Beschluss vom 6. Dezember 1813 Herr d'Ablaing van Giessenkerken am 20. April 1814 eingesetzt. Er benutzte einen zweizeiligen Stempel: „GENERALE INTENDANCE / VAN HET LEGER TE VELDE“ als Portofreiheitsvermerk.

## Die neuen Niederlande
Am 1. Dezember 1813 wurde Prinz Willem Frederik van Oranje zum souveränen Fürsten über die Vereinigten Niederlande ausgerufen.
Zur Verteidigung der neuen Selbständigkeit sollte sofort eine neue Armee aufgebaut werden. Nach dem Frieden von Paris (30. Mai 1814) kehrten viele Soldaten von ihrem Einsatz in der französischen Armee in die Heimat zurück, um gleich wieder in die neue niederländische Armee aufgenommen zu werden.
Beim Wiener Kongress forderte man die Rückgabe der Österreichischen Niederlande, was König Willem veranlasste, ein mobiles Armee-Korps (niederländisch: mobiele corps d’armée) zu schaffen.
Der Beschluss des Wiener Kongresses, die südlichen Niederlande (Belgien) mit den nördlichen Niederlanden zu vereinigen, wurde im März 1815 ausgeführt. Prinz Willem rief sich daraufhin selber zum König der Niederlande aus; er wurde König Willem I.
Das gesamte Gebiet der Niederlande wurde in Provinz-Kommandanturen eingeteilt. Diese Kommandanturen unterstanden dem Großen Militärkommando.

### Letzte Konfrontation mit Napoleon
Nachdem Napoleon aus seinem Verbannungsort Elba am 1. März 1815 in Fréjus gelandet war, folgte am 17. März die allgemeine Mobilmachung im gesamten Königreich. Anfang Mai übernahm der Herzog von Wellington den Oberbefehl der alliierten Truppen, die in den südlichen Niederlanden zusammengezogen worden waren. Das niederländische Hauptquartier war seit dem 2. Mai in Braine-le-Compt (’s-Gravenbrakel). Später wurde ihm das General-Feldpostamt zugeordnet.
Nach der Niederlage Napoleons bei Waterloo am 18. Juni folgten die alliierten Truppen dem französischen Heer nach Paris. Man wollte ganz sicher gehen. Aus einem Circular No. 56 der niederländischen Postverwaltung vom 12. Juni 1815 ist bekannt, dass vom 1. Juli eine direkte Feldpostverbindung zum Direktor der niederländischen Feldpost in Belgien bestand.
Alle Briefe, die beim Heer ankamen, mussten mit dem Stempel „NeDe Veldpost“ in Schreibschrift gestempelt werden. Dieser Feldpostdienst endete am 5. Februar 1816.
Am 24. Juli 1815 paradierten die alliierten Truppen durch den Bois de Boulogne. Sie verließen Paris am 1. Dezember 1815.
Während dieses Krieges wurden sowohl dem Hauptquartier als auch dem mobilen Korps ein Feldpostdirektor zugeteilt. Das mobile Korps wurde am 22. Dezember 1815 aufgelöst. Die Reorganisation dauerte einige Monate.

### Der Zehn-Tage-Feldzug
Ausgelöst durch die Julirevolution in Frankreich kam es zu immer größeren Spannungen in einigen belgischen Städten. Der belgische Bevölkerungsteil fühlte sich durch das im Wiener Kongress geschaffene Königreich der Niederlande nicht ausreichend vertreten. In der Nacht vom 26. auf den 27. September 1830 kam es in Brüssel zu einem Aufstand, der sich ausweitete, bis belgische Freiwillige und reguläre französische Streitkräfte im sogenannten „Zehn-Tage-Feldzug“ zwischen dem 2. und 12. August 1831 die Trennung Belgiens von den Vereinigten Niederlanden vollzogen. Zum eigentlichen Frieden und zur Einigung über den neuen Grenzverlauf kam es erst 1839.

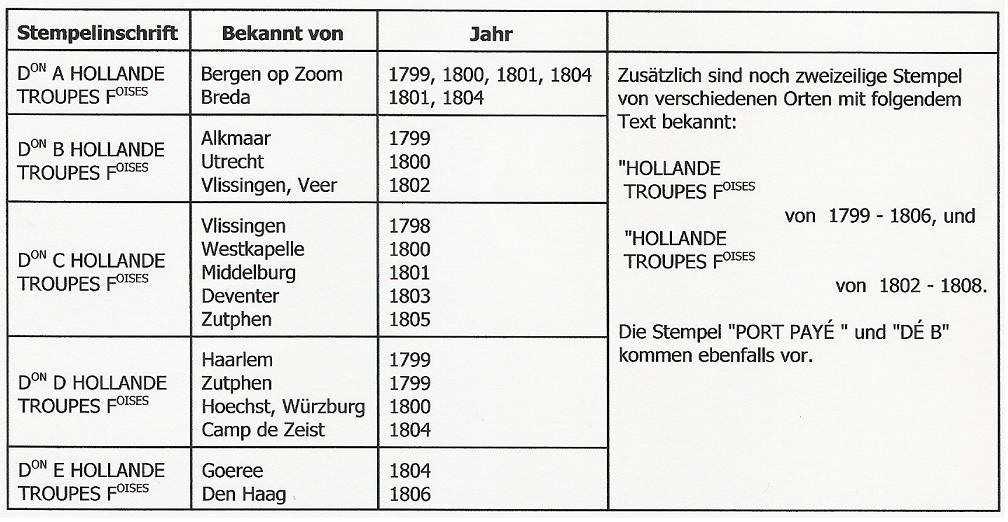
Niederländische Stempel, 1799–1808

Bis dahin wurden in den Niederlanden große Truppenteile unter Waffen gehalten. Zwischen 1830 und 1839 war ein Feldpostdienst organisiert worden, der die Streitkräfte mit Post zu versorgen hatte

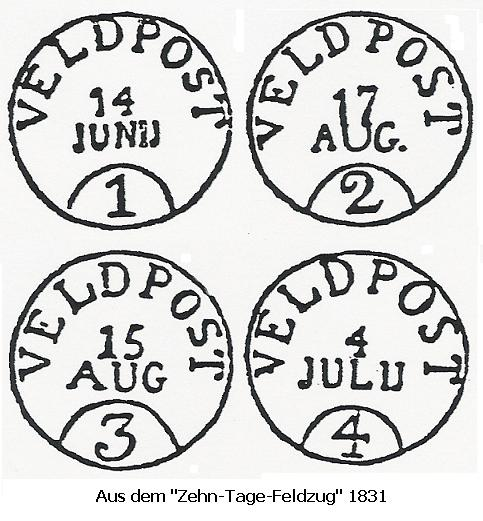
Niederländische Stempel, 1799–1808

Auf niederländischer Seite wurde 1831 eine Feldpostordnung für das mobile Heer erlassen. Neben dem Feldpoststempel „KOMMANDO V.H.LEGER TE VELDE“ kamen vier Einkreisstempel: „VELDPOST 1, 2, 3 oder 4“ mit Datum ohne Jahreszahl in der Mitte in Gebrauch. Bei Briefen mit bezahltem Porto kommt zudem der Stempel „FRANCO“ vor.
Ein Stempel „KAMP BIJ RIJEN“ ist von Juli 1837 und Juli 1838 bekannt. Vermutlich haben zu dieser Zeit Sommermanövern stattgefunden.
Bei der französischen Interventionsarmee wurden 1832 die Feldpoststempel „BAU SEDENTAIRE“ (Bureau sédentaire) und „QUARTIER GAL“ (Quartier général) verwendet. Hinzu kommt ein zweizeiliger Stempel mit der Inschrift: „ARMEE DU NORD / BAU A“ aus der Gegend von Antwerpen.
In Belgien wurde nach dem Abzug der niederländischen Truppen ein ständiges Feldpostbüro in Beverlo eingerichtet. Der dort seit 1835 benutzte Stempel hatte folgende Inschrift: „SERV DE L'ARMEE BELGE BAU PRINCIP. DES POSTES“ (Service de l'armée belge – Bureau principal des postes).

## Feldpost im 20. Jahrhundert

### Manöverfeldpost vor dem Ersten Weltkrieg
Es vergingen beinahe 70 Jahren, bis die Feldpost im Jahre 1904 mit Übungen anlässlich eines Manövers erneut eingesetzt wurde.

Manöver 1904–1913

Zum Einsatz kam ein Zweikreis-Stempel mit der Inschrift „VELD POST KANTOOR“. Die Uhrzeit mit „N“achmittag bzw. „V“ormittag im Außenkreis und Datum mit Tag und Jahres zahl in Ziffern sowie der Monat in Buchstaben im Innenkreis. Dieser Stempel war von 1904 bis 1909 im Einsatz.
Der Stempel wurde 1910, und nur für 1910, von einem Kreisstegstempel mit Bögen oben und unten abgelöst. Als Inschrift stand im oberen Bogen „VELDPOST“, im unteren Bogen „KANTOOR 1“. Im Steg stand das Datum mit Uhrzeit (mit „N“ bzw. „V“) in Ziffern. 1911 fiel das Wort „KANTOOR“ im unteren Teil weg und wurde von je einem Stern vor und hinter der Nummer ersetzt.
Neben diesen Stempeln gab es Zweikreisstegstempel mit der Kreisinschrift „EXPEDITIEKANTOOR VELDPOST“ und unten zwischen je einem Stern den Unterscheidungsbuchstaben „A“, „B“ und „C“. Eine Verwendung der Stempel „B“ und „C“ konnte aus der Zeit vor 1914 nicht nachgewiesen werden.
Bemerkenswert ist, dass für das Speditionsbüro „A“ ein zweiter Poststempel angefertigt werden musste. Der Stempel hat die Inschrift „EXPEDIETIEKANTOOR A“.

### Niederländische Feldpost im Ersten Weltkrieg
Während des Ersten Weltkrieges war der Feldpostdienst in vollem Umfang im Einsatz. Die Post lief sowohl über die Speditionsbüros A, B und C als auch über die öffentliche Post zu den Feldpostbüros 1 bis 13 nach untenstehender Auf stellung.

Im Ersten Weltkrieg 1914–1918

Bei der Zentralbehörde wurde ein Zweikreisstegstempel mit den Inschriften „HOOFDEXPEDITIE“ im oberen und „* VELDPOST *“ im unteren Teil angeschafft. Im Steg war das Datum mit der Monatsangabe in römischen Ziffern untergebracht. Die Kreissteg stempel mit Bogen oben und unten der Feldpostbüros 1–13 enthielten im oberen Bogen den Text „VELDPOST“. Im unteren Bogen stand die Nummer des Büros zwischen zwei Sternen („* 12 *“). Auch bei diesem Stempel war die Monatsangabe im Datum in römischen Ziffern.
Grundlage der neuen Feldpost war die „Feldpostordnung“, aus der nur die für uns wichtigsten Informationen wiedergegeben werden:
- § 3 Nachdem der Befehl zur Mobilmachung gegeben ist, wird unter dem Namen „Feldpost“ ein besonderer Postdienst eingerichtet, der in Zusammenarbeit mit dem bestehenden Postwesen und eventuell anwesenden Postämtern in Speditions- und Feldpostämtern ausgeübt wird.
- § 4 In der Regel wird bei jeder Division der Feldarmee ein Feldpostamt eingerichtet; bei selbständig auftretenden anderen großen Einheiten, sowie in Linien und Stellungen, wird die Anzahl je nach Bedarf bestimmt. Speditionsbüros werden für ein oder mehrere Feldpostämter eingesetzt, während besondere Speditionsbüros, unter dem Namen Hauptspeditionsbüros, Dienstleistungen für alle anderen Speditionsbüros verrichten.

### ManöverFeldpost
Nach dem Ersten Weltkrieg arbeitete die Feldpost nur gelegentlich bei Manövern.

Manöver 1924–1938

Ab 1935 gab es zusätzlich Zweikreisstegstempel der Feldpoststempel „VELDPOST 2“ und „VELDPOST 9“, bei denen an Stelle der Nummer zwischen zwei Sternen die Jahreszahl in vier Ziffern zwischen zwei Kreuzen, gebildet aus vier Winkeln, stand. Die Nummer stand dann direkt hinter dem Wort „VELDPOST“. Beim Datum wurden Tag und Uhrzeit in lateinischen, der Monat in römischen Ziffern angegeben. Der Zweikreisstegstempel der Verteilerstellen hatte die Inschrift „EXPEDITIE VELDPOST A“ oder „B“.
Feldpostflüge gab es in Niederländisch-Indien vom 16. bis 24. Juni 1927 zwischen Bandoeng und Palembang in beiden Richtungen. Weitere Flüge sind von 2. März 1935 zwischen Sourabaya und Balikpapan sowie vom 11. März 1935 zwischen Tarakan, Balikpapan und Sourabaya bekannt.

### Saarabstimmung 1934
Zur Volksabstimmung im Saarland war auch ein kleines Kontingent Niederländer abkommandiert worden. Die niederländische Abstimmungstruppe verfügte über kein eigentliches Feldpostamt. Der zugeordnete Feldprediger, ein niederländischer Militärgeistlicher, besorgte die Postverbindung mit den Niederlanden. Seine Dienststelle befand sich in Saarbrücken in der Bleichstraße 1.

Brief vom Saarland-Kontingent

Hatte man anfangs versäumt, einen ausreichenden Vorrat an Postwertzeichen anzulegen, so wurden am 27. Dezember 1934 je 2.000 Marken zu 6 und 1½ Cent geliefert. Aus Briefen weiß man, dass in der Kantine des „Nederlandsch Contingent Saartroepen“ in Saarbrücken und St.Ingbert diese Freimarken verkauft wurden. Man geht davon aus, dass die Briefmarkenmenge dem Bedarf von zwei Monaten entsprochen hat.
Die vom Feldprediger täglich um 9 und 18 Uhr eingesammelten Briefe wurden in Briefbeutel verschlossen und nach Emmerich am Niederrhein versandt. Die Beutelfahnen trugen den Vermerk „Aan Emmerik-Amsterdam, von Commandant Nederlandsch Contingent Saarbrücken“. Ein eigener Feldpoststempel war nicht vorhanden. Die Sendungen wurden erst im Bahnpostwagen Emmerich – Amsterdam mit dem Bahnpost-, Rechteck-Stegstempel mit abgerundeten Ecken „Emmerich – Amsterdam“, also beim Grenzübergang zu den Niederlanden, entwertet. Man erkennt die Briefe nur durch die Absenderangaben. Auf Dienstbriefen mit dem Wappen des Marine-Corps war zusätzlich der Ovalstempel „Saartroepen“ abgeschlagen.

## Der Zweite Weltkrieg
Im September bzw. Oktober 1938 wurde in den Niederlanden eine Probemobilmachung ausgerufen und ein ständiger Feldpostdienst in geringem Umfang für die Gebiets-Befehlshaber eingerichtet. Die Mobilmachung der niederländischen Streitkräfte erfolgte im August 1939.
Es muss unterschieden werden zwischen Post, die für Militärpersonen bestimmt war, und solcher, die von Soldaten versandt wurde. Da die niederländischen Streitkräfte in dieser Zeit ausschließlich im eigenen Land stationiert waren, liegt es auf der Hand, dass Post von Soldaten in großem Umfang auch durch die normale, zivile Post befördert wurde, und dies, ohne dass die Feldpost bemüht wurde. Es ist keine Vorschrift bekannt, die die Einschaltung der Feldpost verlangte. Eine Zensur wurde so gut wie nicht ausgeübt.
Umgekehrt musste die Post an die Mitglieder der Truppe zwangsläufig über den Feldpostdienst laufen, da schon aus Geheimhaltungsgründen der jeweilige Standort der einzelnen Verbände und Truppenteile unbekannt bleiben musste. Es hat dennoch Ausnahmen gegeben.
Die Hauptverwaltung der Feldpost lag beim „Directeur Etappen – en Verkeersdienst“ (Abteilung Etappen – und Verkehr) beim Hauptquartier der niederländischen Streitkräfte. Mit Befehl Nr. 3 vom 26. August 1939 gab diese Abteilung folgende Anweisung heraus: „Um die Postzustellung für die mobilisierten Truppen so gut wie möglich durchzuführen, wird – solange ‚Telegramm C‘ (allgemeiner Mobilmachungsbefehl) nicht herausgegangen ist – folgende Übergangsregelung für die Zusammensetzung des Feldpostdienstes getroffen: Es werden Feldpostämter eingerichtet für die Territorial-Befehlshaber, für die Stellung Den Helder, für die Festung Holland (Westfront, Ostfront, Südfront) und für das Kommando Zeeland. Die Post für die Militärs, die zum Kern der bei der Vormobilmachung eingerichteten Abteilungen für den Kriegsfall gehören, wird durch das Hauptverteileramt versorgt. Diese Post wird durch das Hauptverteileramt an die Postämter gesandt, in denen das Mobilmachungszentrum dieser Abteilungen errichtet ist.“ Am 1. September 1939 hatte der Feldpostdienst seine Arbeit in vollem Umfang aufgenommen.
Beim niederländischen Feldpostwesen wurden organisatorisch drei Arten von Postanstalten unterschieden. Da war einmal das Hauptverteilerpostamt – HOOFDEXPEDITIEKANTOOR – hier fand der Postaustausch mit der zivilen niederländischen Post statt und die Weiterleitung an Verteilerpostämter – EXPEDITIEKANTOOR – sowie die Leitung an die in unmittelbarer Nähe liegenden Truppen. War der Standort der Truppe bei der niederländischen Post bekannt, konnte die Post auch über besonders instruierte zivile Postämter mit den Verteilerpostämtern der Feldpost ausgetauscht werden. Von den Verteilerpostämtern wurde die dritte Art, die Feldpostämter – VELDPOSTKANTOOR – versorgt, die ihrerseits die Einheiten und Truppenteile bediente.
Beim Hauptverteilerpostamt in 's Hertogenbosch waren Zweikreisstegstempel von 33 mm Durchmesser mit der Inschrift „* HOOFD EXPEDITIE * VELDPOST“ mit Datums- und Uhrzeitangabe im Steg im Gebrauch. Der Monatsname bestand aus römischen Ziffern. Der Stempel, oder besser die Stempel, wurden bereits seit der Probemobilmachung benutzt. Nach der Kapitulation der Niederlande am 15. Mai 1940 wurde es als letztes der Feldpostämter am 27. Juni 1940 geschlossen.

Im Zweiten Weltkrieg

Es gab zwei Verteilerpostämter, je eines in Utrecht (EXPEDITIE KANTOOR A) zur Versorgung des Hauptquartiers des Heeres und eines in ’s-Gravenhage (EXPEDITIE KANTOOR B), zuständig für die Festung Holland und das Stabsquartier Westfront. In ’s-Gravenhage war es gleichzeitig Feldpostamt.
Als Stempel kam für Utrecht ein Zweikreisstegstempel mit 31,5 mm Durchmesser und der Inschrift „EXPEDITIE VELDPOST * A *“. zum Einsatz. Im Steg ist das Datum mit Tag, Monat (römische Ziffern), Jahr und Uhrzeit untergebracht.
Er unterscheidet sich, von zweiten Stempel für ’s-Gravenhage durch einen größeren Abstand der beiden Kreise mit der Inschrift „EX PEDITIE VELDPOST B / Jahreszahl“, wobei die Jahreszahl voll ausgeschrieben ist. Im Steg ist nur Tag, Monat (wieder römische Ziffern) und Uhrzeit. Der Außendurchmesser beträgt 28,5 mm.
Die Feldpostämter hatten Kreisstegstempel mit Bögen oben und unten und unterschiedlichen Durchmessern, Inschrift „VELDPOST * 1 *“ oder eine Nummer bis 13.
Die Stempel wurden verwendet für Post, die beim Feldpostamt zur Versendung aufgeliefert wurde, für Post, die versehentlich bei einem Feldpostamt angekommen war, um die Ursache für eine Verzögerung feststellen zu können, und zur Abstempelung von Benachrichtigungen, von Einschreiben, Paketkarten, Formularen, Leitzetteln (von Postsäcken) und anderem. Hinzu kamen eine große Anzahl von Nebenstempeln.

### Zensur
Am 11. Mai 1940 erließ der Oberbefehlshaber der niederländischen Armee noch sehr eilig den Befehl zur Einrichtung einer Postzensur für die niederländische Feldpost. In jeder Einheit sollte ein Offizier mit der Durchführung dieser Aufgabe betraut werden. Die Sendungen sollten möglichst unauffällig geöffnet und geschlossen werden; war dies nicht möglich, musste der Brief mit einem Verschlussstreifen mit dem Vermerk „CENSUR“ und der Nummer des Zensoren verschlossen werden. Mindestens dreimal je Woche sollte ein Bericht über das Ergebnis gemacht werden, um einen Überblick über diese Maßnahme zu erhalten.
Es scheint, dass die Aktion nicht besonders gut durchgearbeitet war. Wie kann man die Zensur geheim halten, wenn man doch einen Verschlussstreifen einführt. Die Zensoren waren ohne jede Erfahrung in diesen Dingen, und die Ereignisse nach dem Einmarsch der deutschen Truppen werden diesen Befehl auch stark behindert haben.
Dabei war die Kriegsbedrohung durch Deutschland schon monatelang vorher vorhanden. Dennoch sah die Heeresleitung keinen Grund, die Möglichkeit einer eventuell notwendigen Zensur der Feldpost, ganz zu schweigen von der der anderen Korrespondenzen, in Betracht zu ziehen. Eine derartige Vorschrift wäre sogar besonders notwendig gewesen, wenn man bedenkt, dass viele Offiziere und Mannschaften dem deutschen Nationalsozialismus durchaus positiv gegenüberstanden. Bisher werden auch nur einige wenige Belege diesem Befehl vom 11. Mai 1940 zugeschrieben.

Zensurstempel

Durch den Einmarsch der deutschen Truppen ruhte der Feldpostdienst seit dem 1. Juni 1940. Niederländische Einheiten, die sich in das benachbarte Ausland zurückgezogen hatten, nutzten die britische Feldpost.

### Die Befreiung
Teil der „British Liberation Army“ war auch ein niederländisches Kontingent. Die Teilnehmer der „BLA“ nutzten die britische Feldpost. Die „Royal Netherlands Brigade, BLA“ hatte von April 1944 bis November 1945 die Feldpostnummer 851 (F.P.O. 851). Der Einsatz dieses Kontingentes erfolgte nach rein pragmatischen Gesichtspunkten. Daraus ergab sich häufig eine Verlegung zu anderen, nicht niederländischen Truppenteilen.
Einem Brief vom 4. Oktober 1945 des Befehlshaber der Niederländischen Streitkräfte (BNS), Abteilung königliche Landstreitmacht, sind folgende Angaben über die Post zu entnehmen:
Postsendungen mit Bestimmung an eine Unterabteilungen des kgl.Heeres oder für das Militär von Unterabteilungen des kgl. Heeres, die sich im Ausland befinden, müssen stets eine Feldpostadresse aufweisen.
Einheiten des Kgl.Heeres, die außerhalb der Niederlande in Nord-West-Europa (Deutschland, Belgien) stationiert sind, müssen eine Feldpostadresse nach folgendem Muster haben: B.v. Pte A.Jansen,/ HQ 13 Neth.Light Inf.Bn.,/ B.A.O.R. (British Army of the Rhine) – Für Einheiten, die unter einer B.A.O.R-Adresse angeschrieben werden können, ist ratsam, bei jeder Veränderung des Standortes, in Verbindung mit der alten A.P.O-Nummer, das „8.Base Post Office B.A.O.R.“ wegen der Vergabe einer neuen A.P.O.-Nummer zu informieren, um Fehlleitungen zu vermeiden.
Bei der Versendung von Dienstsendungen durch Einheiten des Kgl. Heeres, die sich in den Niederlanden befinden, an solche außerhalb des Landes, sind Dienstumschläge mit dem Vermerk O.H.M.S (On His Majesty's Service) zu verwenden.

### Britische Zensur mit niederländischer Beteiligung
Zur Kontrolle der deutschen Privatpost waren in Großbritannien die „British Civil Censorship Stations“ aufgestellt worden. Nach dem Einmarsch in Deutschland unterstanden diese Büros dem „Headquarters British Civil Censorship (Germany)“, (BCC (G)), das als reine militärische Gruppe in die „Control Commission for Germany“ (CCG) überstellt wurde, wobei im Laufe der Zeit Zivilisten die Zensurarbeit übernahmen.
Eines dieser Zensurbüros nahm seine Arbeit am 10. März 1945 in Tilburg in den Niederlanden auf. Eine Vorbereitungs- und eine allgemeine Gruppe von 27 Zensoren nahm im April 1945 ihre Zensurtätigkeit auf. In den folgenden Monaten wurde das Büro durch ein Kommando des Territorialen Hilfsdienstes, des Auxiliary Territorial Service (ATS) und niederländisches Militärpersonal verstärkt. Im Mai 1945 wurde die Gruppe Postüberwachung, Informations- und Berichterstattung gebildet. Zwischen August und September 1945 wurde die Verlegung des Personals nach (3150) Peine vorbereitet. Für die Einreise der niederländischen Mitarbeiter des ATS ins besetzte Deutschland musste erst noch eine Genehmigung der niederländischen Regierung abgewartet werden. Im September 1945 kam noch eine Zensurstelle für die Post der kriegsgefangenen Deutschen hinzu.
Am 11. Oktober 1945 wurden 360 Zensoren mit der Bahn zum neuen Einsatzort ins Walzwerk nach Peine befördert. Kurze Zeit danach wurden in Braunschweig, Hannover und Münster Nebenstellen eingerichtet. Das Peiner Hauptbüro war dem Kommando des HQ der 105th Anti Aircraft Brigade als lokaler Verwaltungseinheit unterstellt.
Im Dezember 1945 begann man mit der Zensur deutscher Inlandspost. Sendungen in das Ausland waren in Deutschland noch nicht wieder zugelassen. Im März 1946 wurde 74 Mann des ATS-Personal vom 1. DCS (1. \District Censorship Station) nach Peine verlegt. Weitere Personalverlegungen folgten, als die Auslandssendungen zur Zensur anstanden.
Im Kriegstagebuch wurden im April 1946 vermerkt, dass die deutschen Kriegsgefangenen nicht immer nur das offizielle Papier verwendeten, und dass die Schreiber das auch in ihren Briefen mitteilten. Ebenfalls wurde festgestellt, dass die auf dem Umschlag angegebene Adresse nicht immer mit der Adresse auf dem Briefpapier übereinstimmte.
Für spezielle Untersuchungen unterhielt man ein Laboratorium in Bad Salzuflen, dort wurden zum Beispiel verdächtige Briefe in chemischen Tests auf geheime Nachrichten hin untersucht. Weitere Spezial-Zensoren waren die für ungewöhnliche Sprachen und die Spezialisten für Geheimcodes. Von dieser Gruppe wurden im Mai 4685 Briefe untersucht, von denen 72 freigegeben werden konnten.
Im Mai 1946 wird von 283 Zensoren für den allgemeinen Zensurdienst berichtet. Die Verstöße blieben in Grenzen. Man machte die Feststellung, dass der erste Auslandsbrief jeweils nur persönliche und familiäre Nachrichten enthielt, während die Verstöße erst bei späteren Briefen zunahmen.
Die Überwachung des Fernmeldedienstes stellte in der Zeit vom Juli bis September 1946 etwa 2000 Verstöße beim Telefonverkehr innerhalb des Reichsbahnnetzes fest. Aus der Überwachung des Telefonverkehrs der Polizei gab es im gleichen Zeitraum nur 35 Gespräche mit unerlaubtem Inhalt. Die Polizei war also sehr gesetzestreu. Die gleiche Quelle berichtet von 25 Angehörigen des Zensurbüros, die seit dem Oktober 1946 mit der Überwachung des Paketverkehrs betraut waren.

## Niederländische Einsätze in Übersee

### Niederländisch-Indien
Am 22. Januar 1946 wurden die ersten niederländischen Feldpostämter nach dem Krieg für die in Niederländisch-Indien gegen die für ihre Unabhängigkeit eintretenden Indonesier kämpfenden Truppen des Heeres und der Marine eingerichtet. Die Post wurde im zweiten Stockwerk des Hauptpostamts Amsterdam von zwei Unteroffizieren und acht Soldaten bearbeitet. Im Laufe der Zeit musste das Personal auf insgesamt 120 Militärs aufgestockt werden, bevor es am 14. März 1951 wieder geschlossen wurde.

Niederländisch-Indien 1946–1951

Die Postsendungen zwischen den Niederlanden und den Kolonien wurden größtenteils durch Luftpost befördert. Die Sendungen waren portofrei, auch Flugzuschläge wurden nicht erhoben.
In Niederländisch-Ostindien kamen Zweikreisstegstempel mit Bogen oben und unten zum Einsatz. Zwischen den Kreisen stand oben beispielsweise „VELDPOST – BANDOENG“ und die Jahreszahl in vier Ziffern unten. Beim Datum im Steg war der Tag und die Uhrzeit in lateinischen und der Monat in römischen Ziffern angegeben. Neben dem Stempel von Bandoeng gab es sie in Batavia, Cheribon, Padang, Djarkarta, Palembang, Djokjakarta, Semarang, Madioen, Soerabaja und Solo.
In einem Einkreisstempel mit der Inschrift „VELDPOST“ oben und dem Namen des Stationierungsortes oder dem Namen der Einheit unten ist innen ein Elefant abgebildet. Es gab sie von den Orten Den Pasar (Elefant nach links) und Negara (Elefant nach rechts), sowie der Einheit Y-Brig. Die Stempel wurden rot abgeschlagen.
Zudem sind die Stempel der Einheiten zu nennen: Da ist der Rechteck- und Einkreisstempel mit zweizeiliger Inschrift „POST-A-DIV / SOERABAJA“ der A-Division, der Kreisstempel „VELDPOST / 7 DEC DIV“ und Datum, und der schon erwähnte Stempel mit dem Elefanten der Y-Brigade.

Koreaeinsatz 1950–1953

### Einsatz in Korea
Während des Konfliktes in Korea (1950/53) wurde die Feldpost für die Einheiten des niederländischen Detachment der Vereinten Nationen an das „N(etherland) A(rmy) P(ost) O(ffice) 5100“. (NAPO 5100) adressiert. Die Sendungen kamen zum Feldpostamt Schiphol, und von dort aus zum Feldpostdienst der USA in San Francisco zum 7th.Base Post Office versandt. Anfang 1951 kamen in Korea 635 Niederländer zum Einsatz. Die erste Truppenabteilung war am 23. November 1950 in Pusan eingetroffen. Zum Ende des Krieges waren es 900 Mann.
Sie waren zu erreichen über die NAPO-Nummer 5100 für das NDVN (Nederland detachement Vereenigte Naties) in Korea oder über die NAPO-Nummer 5101 für die niederländische Verbindungseinheit in Tokio (Japan). Bei ihren Postsendungen aus Korea bzw. Japan bedienten sich die Niederländer der dortigen U.S.-Feldposteinrichtungen.
Während des Koreakonfliktes wurde erstmals die Bezeichnung „NAPO“ benutzt.

Niederländisch-Neuguinea 1958–1962

### Einsatz in Niederländisch-Neuguinea
Seit 1958 wurde vom Zentral-Feldpostamt in Utrecht die für das niederländische Militär in Neuguinea bestimmte Post täglich zur Weiterleitung an das Marinepostamt in Amsterdam abgefertigt. Von hier aus beförderte die Marine die Post nach Biak in Niederländisch-Neuguinea. Später kam eine Versorgung mit Flugzeugen hinzu. Zur Unterscheidung der unterschiedlichen Leitwege verwendete man in Utrecht den Stempel „A-Débarquer z.B. SINGAPORE“ im Sinne von „Umgeladen auf Seepost in Singapore“.
Für Briefe an Mitglieder des königlichen Heeres und der Luftwaffe wurde die NAPO-Nummer 5500 ausgegeben.
Seit dem 15. Dezember 1960 wurde in Utrecht für jede Einheiten ein eigener Postbeutel gefertigt, um das Marinepostpersonal in Biak durch diese Vorsortierung zu entlasten. Zu dieser Zeit lief die Post noch ausschließlich über Amsterdam und erhielt daher auch keinen Feldpoststempel.
Durch die Zunahme der Truppenstärke wurde die Einführung einer geregelten Feldpost notwendig. Die neue Feldpostregelung trat am 1. September 1962 in Kraft. Für die Einheiten in Niederländisch-Neuguinea wurden folgende neue NAPO-Nummern vergeben: NAPO-5500 Biak Stempel (96, 99), NAPO-5512 Sorong (97), NAPO-5523 Hollandia (98). Postversorgung über Biak: NAPO-5534 Fak-Fak, NAPO-5545 Kaimana und NAPO-5556 in Merauke.
In Neuguinea kamen ab 1962 Feldpoststempel des Typs zum Einsatz, der bereits vorher schon bei den niederländischen Truppen in Deutschland Verwendung gefunden hatte. Die Stempelnummern 91 bis 99 wurden am 22. Februar 1962 vergeben. Nur die Orte Biak, Sorong und Hollandia hatten ein Feldpostbüro. Post für andere Orte wurde nach Biak gebracht und erst da abgestempelt.

### Einsatz in Tunesien
Vom 21. November 1969 bis März 1970 war die Postversorgung für eine Pioniereinheit bei einem Einsatz zu einer Hochwasserkatastrophe in Tunesien zu bewerkstelligen. Die Postsendungen aus Tunesien wurden unfrankiert aufgegeben und erhielten beim Feldpostamt in Utrecht den Stempel „PORT BETAALD / VELDPOST UTRECHT“ und vor Weiterleitung durch die Zivilpost einen Datumstempel „VELDPOST“ mit der Nummer „73“ oder „81“.

### Einsatz im Sudan

Niederländisch-Guayana (Suriname) 1959–1975

Vom 24. August bis zum November 1974 war eine niederländische Truppe, die auf Grund eines Hilfsabkommens mit dem Sudan in al-Faschir stationiert war, mit Post zu versorgen. Zugelassen waren in Richtung Sudan: Briefe, Postkarten, Drucksachen, Tageszeitungen, Periodika, Päckchen und Pakete zum niederländischen Inlandtarif. Obwohl die Post als Luftpost befördert wurde, war ein Zuschlag nicht erforderlich. Für Pakete war eine Auslandspaketkarte und eine Zollinhaltserklärung vorgeschrieben. Eine Wertangabe war nicht zugelassen, dagegen war Einschreibung möglich. Zur Adresse gehörten: Rang, Name und Vorname, Registriernummer, Name der Einheit, NAPO 30, Utrecht Veldpost.
In Richtung Niederlande waren Briefe, Postkarten, Drucksachen und Päckchen portofrei zugelassen. Der angegebene Wert auf der Zollinhaltserklärung durfte 350 Hfl. nicht übersteigen. Gegen Gebühr waren Einschreibung und Eilzustellung zugelassen. Einschreibbriefe mit Wertangabe waren nicht zugelassen.

### Einsatz in Surinam (Niederländisch-Guayana)
Das Zentral-Feldpostamt betreute vom 1. August 1959 bis zum 1. November 1975 einmal die Woche eine Seepostverbindung und viermal die Woche eine Luftpostverbindung für die niederländischen Truppen in Suriname. In Suriname gab es kein Feldpostbüro. Die Sendungen von Suriname in die Niederlande liefen über die allgemeinen Postwege. Die oberen zwei abgebildeten „Poststempel“ wurden von der Postverwaltung in Suriname für Sendungen der TRIS gebraucht. Der zweizeilige Stempel wurde beim Zentralen Feldpostamt in Utrecht abgeschlagen.
Für die TRIS (Troepenmacht In Suriname) wurde ein besonderer Kreisstempel mit der Inschrift „VELDPOST“ oben, „PARAMARIBO“ unten und ohne Datum verwendet. Ein Kreisstegsegmentstempel mit der Inschrift „VELDPOST PARAMARIBO“ und dem Datum im Stegsegment mit der Angabe für Tag, Jahr und Uhrzeit in lateinischen-, für den Monat in römischen Ziffern, ist als Datumstempel eingesetzt gewesen. Hinzu kam noch ein Zweikreisstempel mit der Inschrift „Veldpost“ oben und „Paramaribo“ unten.

### Einsatz im Libanon (1979–1985)
Vom 6. März 1979 bis zum 23. Oktober 1985 befand sich ein niederländisches Kontingent zur Verstärkung der UNIFIL (United Nations Interims Forces in Lebanon) im Libanon. Es gab dort in dieser Zeit ein ständiges Feldpostbüro mit der NAPO-Nummer 25 für das niederländische Personal in Harris. Die Post wurde über das UN-Basispostamt auf dem Flughafen von Beirut oder über Tel Aviv ausgewechselt. Verwendet wurden die Stempel mit den Nummern 19, 25 und 95. Bei diesem Feldpostamt waren drei, später nur noch zwei Mann beschäftigt.
In den ersten Tagen brachte die französische Feldpost auch die niederländische Feldpost nach Tel Aviv. Die UNIFIL-Postregelung ließ pro Person und Woche nur fünf Luftpostleichtbriefe bis 10 Gramm, Briefe oder Ansichtskarten zu. Die Niederländische Feldpost sah eine großzügigere Regelung vor. Bis auf Pakete über 10 kg, Eilzustellung, Wertsendungen, Telegramme und Geldverkehr waren alle Postdienste zugelassen. Für Sendungen aus den Niederlanden galt der Inlandtarif. Der auf der Zollinlandserklärung angegebene Wert durfte 300 Gulden nicht übersteigen. Für Sendungen in die Niederlande wurde kein Porto erhoben. Für eingeschriebene Briefe wurde die Einschreibgebühr in niederländischen Briefmarken verlangt. Für Sendungen in andere Länder wurde der in den Niederlanden gültige Tarif für Auslandssendungen angewendet.

### Einsatz im Sinai (1982–1986)
Aufgrund des Friedensvertrages zwischen Ägypten und Israel vom März 1979 wurde es im April 1982 notwendig, eine multinationale Friedensstreitmacht in den Sinai zu entsenden. Chef der maximal 22.000 Mann war bis zum 27. März 1984 der norwegische Generalleutnant F.V. Bull-Hansen, ihm folgte E.J. Ingebrigtsen im Amt.
Die Niederländer waren vom 22. April 1982 bis 1986 mit 107 Mann im Einsatz. Danach waren es 117 Mann einer Nachrichtenkompanie und einer Gruppe der Feldpolizei (10/33 Mann). Die Nachrichteneinheit (Nederlandse MFO-Verbindingseenheid = Forces Signal Unit) hatte die Aufgabe, den Nachrichtenaustausch innerhalb der vier gebildeten Zonen und die Verbindungen nach Rom, Kairo und Tel Aviv aufrechtzuerhalten. Sie verfügten dazu über ein modernes Telefon-, Telex- und Funksystem.
Die Feldpolizei (seit 1986 33 Mann) waren Teil der Forces Military Police Unit (FMPU). Zusätzlich waren etwa 500 Zivilisten zur Wartung des hochtechnisierten technischen Geräts eingesetzt, zu denen einige Niederländer gehören.
Postsendungen zwischen den Niederlanden und dem Sinai liefen und laufen über viele Stationen, es sind viele Institutionen involviert. Anlaufpunkt ist das Zentralfeldpostamt in Utrecht, von wo blaue Briefbeutel über Amsterdam vier Mal in der Woche von der Niederländischen Post zum Flughafen Schiphol gebracht werden. Dort übernimmt eine Linienmaschine der KLM die Beutel für den Transport nach Tel Aviv, wo die israelische Post die Sendungen übernimmt. Den Weitertransport von Tel Aviv zum Nordlager besorgt das British Forces Post Office (BFPO 650, F.P.O. 136, Stand 1985). Der diensttuende niederländische „Facteur“ sorgt dann für die Zustellung an die Mitglieder des niederländischen Kontingents, die im Nord- und im Südlager eingesetzt sind. Die Post ins Südlager übernimmt üblicherweise eine „Transall“ der französischen Luftwaffe. An die weit verteilten Einsatzorte werden alle möglichen Verbindungen per Auto und Hubschrauber genutzt. Post aus dem Sinai ist, bis auf einige Ausnahmen, portofrei. Ausnahmen sind die Gebühr der Niederländischen Post für Sendungen ins Ausland und die Einschreibgebühr, diese Sendungen sind mit gültigen niederländischen Freimarken zu bekleben. Monatlich werden zwischen 600 und 700 kg in den Sinai und zwischen 800 und 1400 kg in anderer Richtung transportiert. Gestempelt werden die Feldpostsendungen aus dem Sinai in Utrecht.
Der Stempel „PORT BETAALD / VELDPOST UTRECHT“ wurde vom 22. April 1982 bis zum Februar 1984 in Utrecht verwendet, danach wurde diese Abstempelung dem Facteur (Facteur [französisch] = Briefträger, Postbote) im Sinai übertragen. An Feldpoststempel kamen alle seit dem 22. April 1982 beim Zentralen Feldpostamt in Utrecht verwendeten Stempel auf Post aus dem Sinai zum Abschlag.

## Feldpost in Friedenszeiten

### Allgemeines
Unter dem Namen „VELDPOSTDIENST“ versteht man den durch den Befehlshaber der Landstreitkräfte geführten besonderen Postdienst für das Personal der Luftwaffe und des Heeres:
- in Friedenszeiten für den Befehlshaber der Landstreitkräfte oder der Luftwaffe mit Bestimmungsorten im In- und Ausland und für die im Ausland stationierten Einheiten der königlichen Luftwaffe und des königlichen Heeres.
- in besonderen Fällen für vorübergehend im Ausland stationierte Einheiten im Ausland (UNIFIL in Libanon und M.F.O in Sinai).

Die Leitung des Feldpostdienstes liegt beim „Commando Verbindingen Koninklijke Landmacht (CVKL)“.
Aufgabe des Feldpostdienst ist es, einen besonderen Postverkehr aufrechtzuerhalten, der den speziellen militärischen Anforderungen an Geheimhaltung und dem Wunsch nach einer möglichst zuverlässigen und schnellen Beförderung militärischer Korrespondenzen und Dienststücke gerecht wird.
In Friedenszeiten besteht die Organisation des Feldpostdienstes aus:
- der Gruppe Feldpost beim CVKL,
- dem Zentralen Feldpostamt (Utrecht-Veldpost),
- einigen ständigen Feldpostbüros für die im Ausland stationierten niederländischen Militärs,
- in Absprache mit dem Befehlshaber der Landstreitkräfte (BLS) können vorübergehend weitere Feldpostbüros eingerichtet werden.

Das im Postdienst beschäftigte Personal kann in zwei Gruppen eingeteilt werden:
- in das eigentliche Personal der Feldposteinheiten
- in das Personal anderer Einheiten (Facteurs = [französisch] = Briefträger, Postbote)

Die bei der Feldpostverwaltung verwendeten Hand- und Hammertagesstempel und Siegelzangen sind mit einer laufenden Nummer versehen. Einmal an eine Feldposteinheit ausgegebene Stempel und Zangen können somit nicht mit denen anderer Feldposteinheiten verwechselt werden.

### Allgemeine Vorschriften
- Zur Versorgung der in Westdeutschland stationierten Angehörigen des königlich niederländischen Heeres und der Luftwaffe mit ihren Familienangehörigen sowie deren Personal wurden in Seedorf, Hohne, Langemannshof, Mönchengladbach, Blomberg und Stolzenau niederländische Feldpostbüros eingerichtet.
- Als Dienstanweisung für die Feldpostbüros gelten, neben der „Festen Order“ des Zentralen Feldpostbüros Utrecht, für Feldpostbüros in West-Deutschland (in Friedenszeiten) die Anweisung nach VS 11-30, VS 11-31, PTT-Gids Teil 1, die Versandvorschriften „Brief- und Paketpost für das Ausland“, Tarife, Dienstvorschriften und Mitteilungen des PTT.
- Der Standortkommandant an Orten mit Feldpostbüro hat für einen abschließbaren Arbeitsraum ebenso Sorge zu tragen wie für das benötigte Mobiliar, den Transport und die Anbringung von Briefkästen.
- Der Leiter des Feldpostbüros zeichnet für den Empfang / die Übernahme der besonderen Feldpostgeräte; eine Kopie der Liste dieser Geräte hat im Feldpostbüro vorzuliegen (Lf 14418). Postformulare werden auf Antrag durch das Zentrale Feldpostamt Utrecht beschafft.
- Die Soldaten der Feldpost sind persönlich für Versäumnisse und Unregelmäßigkeiten in der Behandlung der Postsendungen verantwortlich. Sie können verantwortlich gemacht werden für die dadurch entstandenen Schäden, wenn durch ihr Verschulden eingeschriebene Sendungen und Pakete verloren gehen.
- Geldverkehr, Wertsendungen, und Eilzustellung sind bei der Feldpost nicht vorgesehen.
- Das Briefgeheimnis der der Feldpost anvertrauten Briefe ist unverletzlich. Das Personal der Feldpost ist zur Geheimhaltung aller militärischen Dinge verpflichtet, von denen es durch seinen Dienst Kenntnis erhält. Der Zugang zum Postraum ist Unbefugten verboten. Zu Kontrollen sind der Kommandant der Kaserne und die Militärpolizei berechtigt.
- Der (Haupt) „Facteur“, der die Post für die Einheit abholt, muss im Besitz eines vom Kommandanten unterzeichneten Feldpostformulars (VP2) sein.
- Antragsformulare für den Postscheckdienst müssen in jedem Feldpostbüro vorliegen. Ausgefüllte Formulare werden, nachdem sich der Antragsteller legitimiert hat, abgestempelt und an Utrecht-Feldpost geleitet. Von dort kommen sie in besonderen Umschlägen zur Giro-Zentrale nach Leeuwarden. Es können über den Postscheckdienst zwar Rechnungen etc. gezahlt werden, es wird aber bei den Feldpostbüros kein Bargeld ausgezahlt.

### Versand und Empfang der Sendungen
Von Utrecht-Feldpost werden Beutelfahnen und Postsäcke mit einer Versandanzeige versehen. Die Anzahl der Postbeutel je Bestimmungsort ist auf der Rückseite der Beutelfahne im Bruch vermerkt (1/4 = Beutel 1 von 4 Beuteln oder 4/4 = Beutel 4 von 4 Beuteln). Die Adresse an Feldpostbüros in Deutschland lautet: Niederländisches Feldpostamt NAPO ..., Postleitzahl und Name der deutschen Auswechselungspost anstalt. Nachdem die angegebene Stückzahl der Postbeutel überprüft ist, wird die Übernahme der Sendung bescheinigt. Stimmt die Anzahl nicht überein oder ist der Postbeutel nicht angekommen, ist sofort die Feldpostzentrale in Utrecht zu verständigen. Zusätzlich ist der mit der Aufsicht betraute Offizier zu informieren. Die Post wird bereits beim Zentralen Feldpostamt Utrecht-Veldpost nach Einheiten sortiert. Die Austeilung der Post erfolgt nach den vom Lagerkommandanten festgelegten Bedingungen. Unzustellbare Sendungen werden, möglichst mit neuer Adresse, an Utrecht-Veldpost zurückgegeben.
Die Feldpostadresse in Friedenszeiten muss folgende Angaben enthalten: Rang, Name und Anfangsbuchstaben des Vornamens, Stammnummer, Einheit (Bataillon, Abteilung, Kompanie, Batterie, Esquadron, Squadron), NAPO-Nummer, bei Zustellung der entsprechende Zusatz, Den Namen des PTT Postamts mit Postleitzahl (3509 VP Utrecht)
Die NAPO-Nummer (NAPO = Netherlands Army Post Office) gibt das Bestimmungs-Feldpostbüro an. Der Name des PTT-Postamts mit Postleitzahl (3509 VP Utrecht) ist für die Postsortierung der Niederländischen Post notwendig.

### Postaustausch
Der Postaustausch zwischen dem zentralen Feldpostbüro in Utrecht und der niederländischen Post. Die Post in die Niederlande wird von den einzelnen Feldpostämtern in Deutschland täglich nach Utrecht zur EKP (Expeditie Knooppunt – Verteilerstelle) geleitet. Das Zentral-Feldpostbüro übergibt sie der öffentlichen Post PTT zur Bestellung. In der Stadt Utrecht werden die Postsendungen aller militärischen Einheiten durch die Feldpost zugestellt. Zur Abholung ist eine Vollmacht erforderlich.
Für Sendungen aus den Niederlanden mit einer Feldpostadresse in Deutschland werden beim Zentral-Feldpostbüro in Utrecht Postbeutel gefertigt. Diese Sendungen und die des militärischen Kurierdienstes werden gewöhnlich nachts bearbeitet. Sie werden dann auf dem günstigsten Weg über die allgemeinen Postwege zu den entsprechenden Feldpostbüros geleitet.
In den Wohngebieten in Zeven (NAPO 881), Bergen (NAPO 870) und Stolzenau (NAPO 897) wird sechsmal in der Woche die Post durch das Feldpostpersonal zugestellt. In Mönchengladbach und Umgebung nur am Sonnabend.

### Austausch mit der Bundespost
Austauschpunkte sind in der „Anweisung über den Postverkehr der in der Bundesrepublik stationierten ausländischen Streitkräfte bei Einschaltung der Dienststellen der Deutschen Bundespost“ und den Nachträgen dazu festgelegt.

### Austausch mit den NATO-Partnern
Am 23. September 1944 wurden in Heerlen und Maastricht amerikanische Feldpostbüros eröffnet. Es folgten weitere, die aber nach der Beendigung der Kriegshandlungen nach und nach wieder aufgehoben wurden. Die Auswechselung der Sendungen zwischen der Niederländischen Post und der anderer befreundeter Feldposten fand über das britische Feldpostamt BFPO 35 in Eindhoven statt. Der British Army Postal Service bat die niederländische Postverwaltung am 26. März 1960, den direkten Postaustausch der Feldpost der USA-APO über Frankfurt zu leiten und auf die Dienste des BFPO 35 zu verzichten.
Einige Zeit später übernahm die Niederländische Post (PTT) die Versendung der Sendungen für BFPO- und APO-Adressen über das Zentrale Feldpostamt in Utrecht.
Die Northern Army Group (NORTHAG) wurde im November 1952 in Bad Oeynhausen gegründet. Post für die Niederländer bei der Northern Army Group wurde vom BAOR/BFPO 35 in Eindhoven an das BAOR 1 in Oeynhausen geliefert und umgekehrt. 1954 zog die NORTHAG nach Rheindalen (Mönchengladbach) in die Nachbarschaft der Second Allied Tactical Air Force (2 ATAF). Der Postaustausch der Niederländischen Post und der anderen Feldposten fand nun beim BFPO 40 in Mönchengladbach statt. In dieser Zeit wurde für das niederländische Personal der NORTHAG in Roermond ein Postfach (No. 10) eröffnet. Dies stand aber im Gegensatz zu den Instruktionen der britischen Feldpost, die zuständig war für die Postversorgung über den internationalen Postaustausch. Postpakete und Päckchen wurde, ohne dem Zoll vorgeführt zu werden, über die Grenze in die Bundesrepublik eingeführt.
Am 15. November 1961 wurde vorgeschlagen, in Mönchengladbach ein fest stationiertes Feldpostbüro einzurichten. Tatsächlich wurden vom 4. Januar 1962 bis zum 5. Dezember 1963 vom Zentral-Feldpostamt in Utrecht geschlossene Briefbeutel für NAPO 261 nach Venlo gefertigt, nach dem 5. Dezember 1963 nach Roermond.
Vom 4. Januar 1962 bis 31. Juli 1965 lief in Mönchengladbach die Post über einen Fakteur. Die Post wurde also in Venlo bzw. Roermond abgeholt. Seit dem 1. August 1965 befindet sich in Mönchengladbach ein festes Feldpostbüro.
Seit dem 13. Februar 1962 tauscht das Zentrale Feldpostamt in Utrecht sechsmal in der Woche Postsendungen über das Zentral-Feldpostamt in Frankfurt mit dem US-Army Post Office 82 (09082) aus.
Die Nederlands Signal Squadron (NAPO 865) und das Nederlands Administratief Korps (NAPO 861) sind in Mönchengladbach bei der Northern Army Group (NORTHAG) stationiert. Sie werden über ein ständiges Feldpostbüro bedient. Nun wird auch der Postaustausch über das niederländische Feldpostbüro NAPO 861 zum BFPO 40 in Mönchengladbach mit den anderen ausländischen Feldpostdiensten der NATO-Staaten (NAVO = NATO = OTAN = North Atlantic Treaty Organization) in Deutschland durchgeführt.

Niederländische Feldpost

### Porto
Bei Post von den Feldpostämtern in Deutschland in die Niederlande oder innerhalb der Bundesrepublik hat der niederländische Inlandtarif Gültigkeit. Für die Sendungen mit Bestimmungsorten in Deutschland behält die niederländische Postverwaltung das Porto. Zugelassen sind Briefe (bis 2 kg), Postkarten, inländische (niederländische) Tageszeitungen, Drucksachen (bis 2 kg), Päckchen und Pakete bis einschließlich 10 kg. An Sonderdiensten sind Einschreibung und die Versendung gegen Rückschein zulässig. Nicht zugelassen sind Sendungen mit angegebenem Wert und Eilbotensendungen. Pakete werden nur ohne alle Sonderdienste angenommen.
Vorgeschrieben sind: die Verwendung niederländischer Postwertzeichen, die Entwertung mit einem niederländischen Feldpoststempel und die Verwendung eines Stempel mit der Inschrift: „NIEDERLÄNDISCHE FELDPOST ERMÄSSIGTE GEBÜHR“.
In größeren Garnisonen und in niederländischen Wohnsiedlungen sind rote niederländische (PTT) Briefkästen aufgestellt. Briefe mit deutschen Marken sollen dort nicht eingeworfen werden, ebenso sollen Sendungen mit niederländischen Marken nicht in die gelben Kästen der Bundespost eingeworfen werden. Unachtsamkeiten werden stillschweigend geduldet.
Die Regelung der Briefausgabe und -verteilung obliegt dem Standortkommandanten. Vorgesehen sind die Verwendung von Postfächern, die Austeilung in der Messe und die Zustellung in den niederländischen Wohnsiedlungen durch einen Feldpostsoldaten. Bei Sendungen unter Einschreiben und bei Paketen kann eine Benachrichtigung zur Abholung zugestellt werden. Der niederländische Postbankdienst wird teilweise von der Feldpost wahrgenommen (z. B. wird kein Bargeld ausgezahlt).

### Für Sendungen von Feldpostbüros an Militärs aus anderen Ländern
Zugelassen sind Briefe, Briefkarten, Drucksachen, Päckchen bis 1 kg; Einschreiben. Paketpost ist nur zugelassen für APO und USAPO, auch mit angegebenem Wert, bis 20 kg. Versandhäufigkeit: 6 × in der Woche über Feldpost Utrecht, Versanddauer: 1 bis 3 Tage, Vorschriften für die Adresse: Rang, Name und Anfangsbuchstabe des Vornamens – Registriernummer – Einheit – Die Angabe APO, USAPO (USA), CFPO (Kanada), BFPO (Großbritannien), BPS (Belgien) oder SP (Frankreich), gefolgt von einer Nummer, und natürlich der Postleitzahl 3509 VP Utrecht.

### Vorschriften für die Adresse an Angehörige der Marine
Die Post für und von Angehörigen der Marine im Auslandseinsatz läuft nicht über die Feldpost, sondern über die allgemeinen Postwege. Es gibt daher auch keine besonderen Poststempel. Zugelassen sind Briefe, Briefkarten, Drucksachen, Päckchen bis 1 kg (Luftpost) bzw. 2 kg (Seepost); Einschreiben und Rückschein, Versandhäufigkeit: Seepost 2 oder 3 × im Monat, Luftpost 3 × in der Woche. Leitweg: Über Amsterdam Marinepostbüro. Versanddauer: 1 bis 3 Tage. Vorschriften für die Adresse: Rang, Name und Anfangsbuchstabe des Vornamens – Marinenummer – Name des Schiffes, Flugzeug oder Einrichtung, p/a Marinepostkantoor, Postbus 99 999, 1000 NB Amsterdam.

### Antwortnummer
Es ist bei der zivilen Post in den Niederlanden möglich, für Postsendungen das Porto vom Absender zahlen zu lassen. Für Antwortschreiben kann von dem Postamtsvorsteher des betreffenden Postamts des Empfängers eine Antwortnummer vergeben werden. Die Antwortnummer gilt dann, in Zusammenhang mit der PLZ und Ortsangabe, als vollständige Adresse. Von dieser Möglichkeit machen meist große Firmen oder Institutionen Gebrauch. Neben einer monatlichen Grundgebühr von 6 Gulden sind vom Inhaber der Antwortnummer für einen Brief bis 20 Gramm 25 Cent und für eine Postkarte 22 Cent Zuschlag zu zahlen.
Seit dem 1. Januar 1984 ist das Zentrale Feldpostamt in Utrecht vom Postdistrikt Utrecht ermächtigt worden, die Antwortnummer 9959 mit dem Zusatz 3500 WB Utrecht zu verwenden. Unter Antwortschreiben versteht man eine Postsendung von der – nachweisbar – notwendigerweise die Frankierungskosten zu Lasten der Königlichen Landmacht oder der Luftwaffe gehen müssen. Als Beispiel wird eine schriftliche Krankmeldungen genannt. Beim Gebrauch der Antwortnummer dient die Absenderangabe der Einheit oder Dienststelle dem Inhaber der Antwortnummer als Weiterleitungsvermerk innerhalb des Hauses oder der Institution, in unserem Falle innerhalb der Feldpost. Die Verwendung der Antwortnummer ist nur innerhalb der niederländischen Post zugelassen. Die in der Bundesrepublik Deutschland stationierten Einheiten können Antwortnummern innerhalb der eigenen Feldpost verwenden.

### Paketpost über die Feldpost
Von der Möglichkeit der Versendung von Paketen über die Feldpost wird nur sehr selten Gebrauch gemacht. Die Vorschrift verlangt das Ausfüllen einer Auslands-Paketkarte (P 2312) und einer oder mehrerer Zollinhaltserklärungen (P 2407). Diese gilt nur für Pakete an Angehörige der niederländischen Streitkräfte im Auslandseinsatz, also auch für die in der Bundesrepublik stationierten Truppen. Für Pakete von Mitgliedern dieser Truppen an Empfänger in der Bundesrepublik ist es leicht, diese Vorschriften und den Zoll zu umgehen, indem sie direkt die Dienste der Bundespost in Anspruch nehmen.
Pakete aus den Niederlanden an eine Feldpostadresse in der Bundesrepublik sind sehr selten. Auch in diesem Falle ist die Verwendung einer Auslands-Paketkarte erforderlich. Da aber der Schalterbeamte als Bestimmungsort Utrecht liest, bleiben Inland-Paketkarten (P 2301) häufig unerkannt und werden geduldet.

## Ausrüstung der Feldpost
Diese Aufstellung entstammt offizieller Stelle. Die Stempel werden von der niederländischen Postverwaltung PTT beschafft und dem Feldpostdienst übergeben.
Die ersten Stempel – Kreisstegstempel mit Bögen oben und unten – wurden bereits am 4. Juni 1951 (Typ 1a) geliefert. Es waren dies die No. 10 + 11, die sich durch breite Ziffern in der Datumzeile von den am 1. Juni 1952 (Typ 1) gelieferten No. 1–9 und 12–45 unterscheiden.
Ein Kreisstempel mit Segment oben und unten (Typ 3) wurde am 1. Juni 1955 mit den Stempelnummern 45–55 und 61–70 eingeführt. Die gleiche Stempelform, nun aber ohne die aus vier Winkeln bestehenden Kreuze (Typ 4), wurde am 22. Februar 1962 mit den noch fehlenden Nummern 56 bis 60, 71 bis 85 und 91 bis 99 eingeführt. Bis auf die Nummern 86–90 waren nun alle Nummern von 1 bis 99 vergeben. Als Ersatzlieferung für defekte Stempel wurden die Nummern 44 und 35 nachgeliefert.
Ab 10. Februar 1970 kam ein Kreisstempel (Typ 2) mit Rechteck (Seiten abgerundet) und weiteren Ersatznummern zum Einsatz. Der Typ 2a kam ab 6. Juli 1987 hinzu.
Der Stempeltyp 5, ein Band-Stempel (postalisch: Maschinen-Ganzstempel), wurde am 1. Februar 1988 eingeführt.
Bei Bedarf werden diese Stempel vom Zentral-Feldpostamt in Utrecht an die festen Feldpostbüros, an die Feldpostbüros zu Manövern oder zu besonderen Anlässen der niederländischen Truppen im Ausland ausgegeben. Es handelt sich sowohl um Handstempel als auch um Hammerstempel.

### Einschreibzettel
Die niederländische Feldpost ließ die Einschreibung von Sendungen bereits sehr früh zu. Es ist ein Beleg vom 12. September 1927 vom Feldpostamt 1 bekannt.
Seit 1951 wurden Einschreibzettel für die niederländische Feldpost im Ausland und ab 18. März 1987 für das Zentrale Feldpostamt in Utrecht notwendig. Der Eindruck bestand aus der Bezeichnung „NAPO“, ggf. der NAPO-Nummer und der Registrier-Nummer. Auch wurden Einschreibzettel ohne NAPO-Nummer zum Beispiel bei Manövern oder an Tagen der offenen Tür verwendet.
Zur Verwendung beim Zentralen Feldpostamt in Utrecht wurden R-Zettel mit dem Eindruck „NAPO / Centraal Veldpostkantoor / ctrvldpkt“ und für die von den Facteurs kommende Post, die ab Utrecht als Einschreiben laufen sollten.
Für besondere Anlässe, zum Beispiel Manöver, wurden Zettel ohne NAPO-Nummer bereitgehalten. Die Nummern wurden bei Bedarf handschriftlich eingetragen.
Weiter sind Einschreibzettel mit dem Eindruck „PARAAT / NAPO“ und ähnlichen Zudrucken zu besonderen Anlässen wie „Tag der offenen Tür“ oder zu Ausstellungen in Verkehr genommen worden.

### Freistempler
Am 1. Mai 1983 wurde von der niederländischen Regierung beschlossen, alle eingeschriebene Dienstpost der Ministerien, die über die niederländische Post zu befördern war, zu frankieren. Seit dem 1. Januar 1984 waren alle Sendungen, die den Feldpostdienst verließen, zu frankieren. Dieser Beschluss wurde am 1. Januar 1984 vom Ministerrat verabschiedet und damit rechtsgültig. Von da an war alle Dienstpost zu frankieren.
Seit dem 1. Januar 1984 wurden von den Verteidigungseinheiten in Deutschland Freistempler in Seedorf, Hohne und Langemannshof, bei der NORTHAG in Mönchen-Gladbach und für die drei Gruppen in Hesepe, Blomberg und Stolzenau in Hesepe in Betrieb genommen.
Vom 1. Januar 1987 an wurde alle Dienstpost in Utrecht gestempelt. Dazu wurde eine Frankiermaschine beim Zentralen Feldpostamt in Utrecht mit der NAPO-Nummer 880 eingeführt. Die Freistempel hatten nun alle die NAPO-Nummer 880. Es war durch den Stempel nicht mehr ersichtlich, wo die Sendung aufgegeben worden war. In Wirklichkeit kam es aber nur zu folgenden Veränderungen:
- Da sich die Post von Mönchen-Gladbach dadurch um einen Tag verzögerte hätte, ließ man dort die Frankiermaschine in Gebrauch.
- Die Frankiermaschinen in Hesepe blieben in Gebrauch, um den dortigen Postanfall durch die vielen „Ermäßigte Gebühr“-Sendungen bewältigen zu können und um die Verwendung von Freimarken einschränken zu können.
- Die Frankiermaschinen in Seedorf und Hohne (als Reserve in Utrecht) wurden tatsächlich nach Utrecht eingezogen.
- Die Maschine von Langemannshof kam nach Seedorf, um wie in Hesepe, den Postanfall durch „Ermäßigte Gebühr“-Sendungen zu bewältigen und um die Verwendung von Freimarken einzuschränken.

Frankierungsmöglichkeiten

### Möglichkeiten der Frankierung
Seit April 1987 können Postsendungen, die durch oder über das Zentrale Feldpostamt Utrecht versandt werden, in folgender Weise frankiert sein:
- mit niederländischen Postwertzeichen auf privater Post, die von einem Feldpostbüro oder einem Fakteur in der Bundesrepublik Deutschland oder einem der Fakteurs auf Kreta, Sinai oder Goose-Bay stammen.
- mit einem Freistempelabdruck (NAPO 500) auf aller Dienstpost aus der Bundesrepublik und Kreta mit Zustellung außerhalb der Ordonanzrouten CVKL und Klu-Liniendienste.
- mit dem Stempel „PORT BETAALD / VELDPOST UTRECHT“ auf aller Privat- oder Dienstpost von den Fakteurs NAPO 30 (Sinai) und 40 (Goose-Bay) mit Zustellung in den Niederlanden.
- mit dem Stempel „PORT BETAALD / UTRECHT“ auf aller Dienstpost, die schwerer ist als 250 Gramm infolge einer besonderen Vereinbarung mit der PTT über die 500-Regelung. Nach dieser Regelung wird ein „Rabatt“ gewährt auf Sendungen über 250 Gramm, wenn davon innerhalb von drei Monaten mindestens 500 Stück bei der Post abgeliefert werden. Dabei unterscheidet man zwischen der Tagespost, darunter versteht man Sendungen, die nur am Tage bearbeitet werden. Die Zustellung der Sendungen hat innerhalb von drei Tagen zu erfolgen. Wird der Aufkleber „24 UUR DIENST“ verwendet, muss die Sendung – bei geändertem Rabatt – innerhalb von 24 Stunden zugestellt sein. Eine weitere Aufteilung, und damit wieder einen anderen Rabatt, macht man in der Art der Sendung, ob die Zustellung über den Hausbriefkasten oder nur über die direkte Übergabe an den Postkunden erfolgen kann.
- mit dem Stempel „PER ORDONNANS“ für alle Dienstpost ohne Frankatur an Adressen, die auf den Ordonanzrouten 1, 2 und 3 der CVKL laufen, und alle Dienstpost an die Luftwaffe über DATIM. Diese Ordonanzrouten gelten als nicht sehr schnell. (C V K L = Commando Verbindingen Königliche Landmacht – DATIM = Depot Algemeen Technischen Intendance Materieel – KL= Königliche Landmacht)
- Zur Kennzeichnung eiliger Dienstpost wird der Stempel „PER PTT“ verwendet. Diese Sendungen – egal, ob sie an Privat- oder Dienstadressen gehen – werden dann beim Zentralpostamt Utrecht mit der Frankiermaschine NAPO 500 frankiert und der öffentlichen Post (PTT) zur Weiterbeförderung und Zustellung übergeben.
- Durch einen Linien-(Kurier-)Dienst des Königlichen Heeres (KL) wird alle Dienstpost aus dem Hauptquartier Den Haag an alle KL-Kasernen und Standorte befördert. Eine Rücksendung ist (noch) nicht möglich. Diese Sendungen werden selbstverständlich nicht frankiert. Es handelt sich um Kurierpost, also nicht um Feldpost, die nur der Vollständigkeit halber erwähnt wird.
- mit einer Antwortnummer. Seit dem 1. Januar 1984 hat jede Kaserne eine Antwortnummer. Für alle Veldpost-(NAPO)-Adressen gilt die Antwortnummer des Zentralen-Feldpostamts Utrecht.

## Feldpost in Westdeutschland
Im Herbst 1951 begleitete zum ersten Mal ein niederländisches Feldpostbüro Manövertruppen nach Westdeutschland. Das 31. Infanterie-Regiment nahm an dem gemeinsamen Manöver „Counter Thrust“ zusammen mit britischen und französischen Einheiten teil. Heute (1987) werden jährlich etwa 30 Manöver abgehalten, bei denen die Feldpost eingesetzt wird.
Die Zentrale der Feldpostbüros in Utrecht vergibt an die Netherland Army Postal Offices, kurz „NAPO“, eine Nummer, die in der Adresse mit angegeben sein muss. Diese NAPO-Nummer gilt als Anschrift eines Feldbüros und ist im internationalen Verkehr als Verteilerzeichen bekannt.

Leitübersicht 1974

### Feste Feldpostbüros
- Handorf bei Münster/Westfalen (NAPO 290 / 890) Vom 19. Februar 1960 bis zum 16. März 1962, NAPO 290, dann NAPO 890; am 30. September 1975 aufgehoben. Am 19. Februar 1960 wurde das erste fest stationierte Feldpostbüro mit der NAPO-Nummer 290 bei der 1. Gruppe Lenkwaffen (1. GGW= 1. Groep Geleide Wapens) der königlichen Luftwaffe in Handorf eingerichtet. Diese Einheit war mit Luftabwehrraketen vom Typ NIKE ausgerüstet.
- Hohne / Belsen / Bergen (NAPO 271 / 871 / 870) Die politischen Spannungen um Berlin führten 1961 dazu, dass die 121. Leichte Brigade des königlichen Heeres nach Hohne und Fallingbostel verlegt wurde. Am 17. Oktober 1961 als ein Mänöver-Feldpostbüro (NAPO 271) eingerichtet, wurde es 1962 zu einem fest stationierten Feldpostbüro umgewandelt. Am 16. März 1962 wurde die NAPO-Nummer in 871 geändert. Dies war notwendig, um die Möglichkeit, Pakete zu versenden und zu empfangen, zu schaffen. Es gab unterschiedliche Tarife für Post an und von den NAPO-Nummern 101 bis 500 und denen von 801 bis 900.
- Seit dem 6. November 1973 wird für die Angehörigen, die in besonderen Siedlungen in Bergen wohnen, von Montag bis Samstag die Post ausgetragen. Dies machte eine Änderung der Adresse not wendig. Die Straßen erhielten eine Kodenummer.
- Seit dem 1. Februar 1980 wird die Post nicht mehr in Celle abgeholt. Es gibt seitdem eine Feldpostverbindung von Bremen über Seedorf nach Langemannshof und Hohne und zurück. Da in der Umgebung von Hohne häufig Manöver stattfinden, ist NAPO 871 ein wichtiges Verbindungsglied für wichtige Briefe der Soldaten.
- Besondere Verwendungen. In den Jahren 1979 bis 1983 wurden bei vielen Gelegenheiten von den Verteidigungstruppen besondere Briefumschläge aufgelegt und zum Preise von 4 Gulden verkauft. Alleine 1983 wurden über 50 Gelegenheiten genutzt. Vielen Sammlern war das aber dann doch zu teuer. Auf diesen besonders gestalteten Umschlägen wurde jeweils nur der übliche nummerierte Tagesstempel abgeschlagen. Sonderstempel kamen bei der niederländischen Feldpost nicht zum Einsatz. Am 1. Juni 1983 wurde beschlossen, bei besonderen Anlässen, wie zum Beispiel ein „Tag der offenen Tür“, eine Sonderfeldpoststelle einzurichten. Jeder Besucher kann so einen Stempelabschlag erhalten. Hierzu wurden Stempel aus der Utrechter Stempel-Reserve verwendet.
- Zeven – Seedorf, NAPO 881 (Zeven) / 880 (Seedorf) Am 3. September 1963 wurde in Seedorf ein weiteres Feldpostbüro eröffnet. Es erhielt die NAPO-Nummer 880 und bediente die 41. Panzerbrigade, die zur Vertretung der 121. Leichten Brigade ins Land gekommen war.
- Blomberg, (NAPO 896) Seit dem 15. Februar 1965 bestand eine direkte Feldpostverbindung mit dem Fakteur NAPO 897 in Hessisch-Oldendorf. Das Auswechselungspostamt mit der Bundespost war in Hameln. Post aus den Niederlanden musste vom Kasernen-Fakteur abgeholt werden. Bis zur Umwandlung in ein festes Feldpostbüro wurde Blomberg durch einen „Fakteur“ versorgt. Die Post für die Niederlande wurde in Utrecht mit einem Tagesstempel der Feldpost entwertet und – wenn verlangt – eingeschrieben. Am 1. Februar 1967 wurde der Postaustausch nach Minden verlegt. Daran änderte sich auch nichts, als am 1. Juni 1975 die Versorgung durch einen „Fakteur“ in die durch ein festes Feldpostbüro umgewandelt wurde. Als festes Feldpostbüro wurden die Postsendungen natürlich in Blomberg gestempelt und eingeschrieben.
- Am 3. September 1979 wurde probeweise eine Postzustellung in den Wohngebieten aufgenommen. Kodezahlen für Straßennamen wurden vergeben. Da kein Personal zur Verfügung stand, wurde diese Zustellung schon 1980 wieder eingestellt. Die Berufssoldaten mussten also ihre Adressen erneut ändern. Es wurden als Ersatz 800 Postfächer eingerichtet. Für 1989 war eine erneute probeweise Zustellung vorgesehen.

- Hesepe (NAPO 891) Seit Ende 1963 bis zum 21. Juli 1965 empfing NAPO 891 die Feldpost über das Feldpostbüro NAPO 890 (Handorf). In dieser Zeit hatte Hesepe einen Fakteur. Am 21. Juli 1965 wurde der Fakteur in ein festes Feldpostbüro umgewandelt. Die Post wurde nun mit der Bundespost in Osnabrück ausgewechselt. Die Post für die umliegenden Squadrons wurde in Hesepe von diesen abgeholt und abgegeben. Private Post für in Bramsche wohnende Angehörige wurde in der Offiziers-, Unteroffiziers, Korporals- und Soldatenmesse ausgeteilt. Das Feldpostpersonal legte diese Post in Fächer, aus denen sie täglich abgeholt werden konnten. Die Post für Greven wurde durch einen Fakteur besorgt.

- Hessisch-Oldendorf (NAPO 897) Vom 15. Februar 1965 bis 21. Juli 1965 war NAPO 897 ein Fakteur. Das Auswechselungspostamt mit der Bundespost war in Hameln. Enthalten in den Postbeuteln war auch die Post für Blomberg, die täglich dem Fakteur des dortigen Postbüros gebracht wurde. So blieb es, bis Blomberg am 1. Juni 1975 ein eigenes Feldpostbüro erhielt.
- Bis zum 21. Juli 1965 wurden die frankierten Sendungen für die Niederlande oder in andere Länder in Utrecht beim Zentralen Feldpostamt gestempelt, ggf. eingeschrieben und weitergeleitet. An diesem Tag wurde der Fakteur Hessisch-Oldendorf in ein festes Feldpostbüro umgewandelt. Das Personal bestand nur aus einem Feldpostsoldaten, einem dienstverpflichteten PTT-Beamten. Am 1. Februar 1967 wurde der Postaustausch von Hameln nach Minden verlegt. Das dort stationierte Militär konnte von der Feldpostverbindung Utrecht – Minden Gebrauch machen. (NAPO 896 Blomberg / 897 Hessisch Oldendorf / 898 Stolzenau) Das Feldpostbüro wurde am 31. Mai 1975 als Folge einer Reorganisation der Luftwaffe aufgehoben.

- Wietzendorf – Langemannshof (NAPO 875) Am 1. Juli 1973 erhielt der Quartiermacher in Langemannshof die NAPO-Nummer 875. Am 6. August 1973 wurde ein festes Feldpostbüro eingerichtet. Die Post wurde von Utrecht über Celle und NAPO 871 (Hohne) nach Langemannshof gebracht. Seit dem 1. Februar 1980 wird die Post über Bremen 5 und das NAPO 880 Seedorf und zurückgeleit. Seit dem 29. Juni 1992 als Fakteur weitergeführt, bis im Oktober 1992 die Truppen abgezogen waren.

- Mönchengladbach (NAPO 261 + 861 Nederlands Administratief Korps NORTHAG / 265 + 865 Nederlands Signel Squadron) Das feste Feldpostbüro NAPO 861 / 865 wurde am 1. August 1965 für das Niederländische Verwaltungs-Korps (NAK – NORTHAG = Nederlands Administratief Korps – Northern Army Group. 1954 Umzug nach Rheindahlen bei Mönchengladbach.) in Betrieb genommen. Der Netherlands Signal Squadron wurde die NAPO-Nummer 865 zugeteilt. Hier wird auch die Post an die Feldposten der britischen, französischen, kanadischen und belgischen NATO-Partner über das britische Feldpostamt (BFPO 40) ausgetauscht (BFPO 40 über NAPO 861/865).
- Das NAK nutzte bis 1954 die Dienste des britischen BAOR 35 in Eindhoven (NL) mit Weiterleitung zum BAOR 1 in Bad Oeynhausen. Nach dem Umzug der NORTHAG nach Rheindahlen wurde die Post zum BFPO 40 nach Mönchengladbach gebracht. Die Feldpostadresse war NAPO-Nummer 261.
- Um Verzögerung zu umgehen, wurde vom niederländischen Personal des NAK-NORTHAG in Roermond das Postfach 10 eröffnet. Dies entsprach jedoch nicht den Vorschriften des britischen Feldpostdienstes für den internationalen Postverkehr. Immerhin konnten so Päckchen und Pakete mit zollpflichtigem Inhalt am deutschen Zoll vorbeigeschleust werden.
- Bereits am 15. Oktober 1961 wurde vorgeschlagen, ein festes Feldpostbüro einzurichten. Vom 4. Januar 1962 bis zum 5. Dezember 1963 wurde die Post vom Zentralpostamt in Utrecht für NAPO 261 in geschlossenen Postbeuteln nach Venlo und danach bis zum 31. Juli 1965 nach Roermond befördert. In dieser Zeit waren NAPO 261 & 265 Fakteur-Adressen. Am 1. August 1965 erhielt NAK ein festes Feldpostamt.
- Aus Gründen der Feldpostzustellung an Privatpersonen wurde die NAPO-Nummer 861 durch einen einzelnen Buchstaben ergänzt. Der Buchstabe steht für eine deutsche Ortschaft oder einen Straßennamen. Die Post wird nur am Samstag zugestellt. An den anderen Tagen muss die Post abgeholt werden.

- Schöppingen (NAPO 895) Von 1963 bis 1972 hatte die 220. Squadron in Schöppingen die NAPO-Nummer 894, die Post lief über das Postfach 385 beim PTT-Postamt in Enschede und über NAPO 890 in Handorf. Am 16. August 1972 wurde ein festes Feldpostbüro mit der NAPO-Nummer 895 eröffnet. Die Post wurde beim PTT-Postamt in Enschede ausgetauscht. Im Zusammenhang mit der Reorganisation der königlichen Luftwaffe wurde das Feldpostbüro am 20. September 1975 aufgehoben, die 220. Squadron ist aber bis 1986 geblieben. Sie wurde bis dahin vom Feldpostbüro Hesepe (NAPO 891) mitversorgt.

- Stolzenau (NAPO 898 / 897) Vom 1. Februar 1967 bis zum 31. Mai 1975 war NAPO 898 ein Fakteur. Am 1. Juni 1975 wurde es in ein festes Feldpostbüro umgewandelt. Der Postaustausch mit der Bundespost wurde in Minden vorgenommen. Seit dem 16. August 1984 gibt es auch in Stolzenau eine Feldpostzustellung in den Wohnbezirken. Für diese Zustellung ist die NAPO-Nummer 897 zu verwenden. Ende der Zeit der Niederländer in Stolzenau im Jahre 1995.

| NAPO                | Garnison                              | von – bis           | VELDPOST                                 |
| ------------------- | ------------------------------------- | ------------------- | ---------------------------------------- |
| 290/890             | Handorf                               | 19.02.60 – 30.09.75 | 23, 37, 35, 80, 84, 79 und 81            |
| 271                 | Hohne/Belsen/Bergen                   | 17.10.61 – 15.03.62 | 23, und 26                               |
| 871                 | Hohne/Belsen/Bergen                   | 16.03.62 – 30.01.80 | 49, 96, 79 und 59                        |
| 871                 | Hohne/Belsen/Bergen                   | 01.02.80 –          | 72 und 98                                |
| 849                 | Heidelberg                            | 21.04.93 –          | 49                                       |
| 875                 | Langemannshof – Witzendorf            | 06.08.73 – 26.06.92 | 35, 52 und 08                            |
| 261 + 861 265 + 865 | Mönchengladbach NAK - Signal Squadron | 01.08.65            | 75, 36, 97, 98, 82 und 80                |
| 880                 | Seedorf                               | 03.09.63 –          | 26                                       |
| 881                 | Seedorf                               | 1963/64             | 35, 49, 36, 37, 98, 83 74, 44, 55 und 18 |
| 897                 | Hessisch-Oldendorf                    | 21.07.65 – 31.05.75 | 77 und 37                                |
| 891                 | Hesepe                                | 21.07.65 – 09.07.88 | 76 und 78                                |
| 985                 | Schöppingen                           | 16.08.72 – 01.09.87 | 77                                       |
| 896                 | Blomberg                              | 01.06.75 –          | 75 und 74                                |
| 898/897             | Stolzenau                             | 01.06.75 – 1995     | 37, 73, 99, 77 und 53                    |
| 899                 | Ramstein                              | 23.04.93            | 99                                       |

### Facteurs in der Bundesrepublik

Niederländische Fakteure in der Bundesrepublik und im übrigen Ausland

Bei den „Facteurs“ handelt es sich um das letzte Glied in der Postversorgung der Truppe. Für jede Kompanie, Batterie, Eskuadron etc. wird ein Soldat beauftragt, der die Belange der Feldpost zwischen dem nächstgelegenen Feldpostbüro und der Einheit zu vermitteln hat. Er ist für die pünktliche Leerung der Briefkästen sowie die Erteilung von Auskünften die Feldpost betreffend zuständig. Er prüft die ordnungsgemäße Auslieferung der Sendungen und sorgt für die zweckmäßigste Auslieferung der Sendungen. „Facteur“ ist zugleich die Bezeichnung für den Soldaten, der mit Aufgaben der Feldpost, des Postboten oder des Vorstehers einer Posthilfsstelle betraut ist, (ohne selber Mitglied des Feldpostpersonals zu sein) es ist aber auch die Bezeichnung für eine Einheit ohne Verbindung zu einem festen Feldpostbüro, also eine Art Postadresse. Sendungen an diese Einheiten sind mit der entsprechenden NAPO-Nummer und der NL-PLZ „3509 Utrecht-Veldpost“ in der Anschrift aufzugeben.
Seit 1972 unterscheidet man zwischen dem Hauptfacteur, der zum Beispiel bei einem Bataillon stationiert ist, und dem die Facteure bei den Untereinheiten unterstellt sind. Kleine Einheiten, die ohne Anschluss an ein Feldpostbüro sind, leiten ihre Sendungen direkt an das Zentralbüro in Utrecht. Dies geschieht mit Postbeuteln über die allgemeinen Postwege, in der Bundesrepublik über die Leitwege der Bundespost. In Utrecht wird die Post aufgeteilt und entsprechend weitergeleitet. Sendungen, welche die Feldpost verlassen, werden erst in Utrecht gestempelt und gegebenenfalls mit einem Einschreibzettel versehen.
Standorte von Einheiten, die über einen Facteur über die allgemeinen Postwege mit dem Zentralfeldpostamt in Utrecht verbunden sind, können der nebenstehenden Tabelle entnommen werden.
Durch die Aufhebung des Feldpostamts in Hesepe am 9. Juli 1988 musste die Fakteur-Versorgung von Greven neu geregelt werden. Es wurde eine direkte Verbindung zwischen dem Zentralfeldpostamt in Utrecht und Greven mit der Post verabredet.

### Facteurs im Ausland
(ohne die in der Bundesrepublik Deutschland) Weitere Facteur sind auf Kreta (Griechenland, seit 1. März 1986), bei der Multinational Forces Observers (NL/MFO) (NAPO 30). Im Sinai (Ägypten, seit dem 22. April 1982) sind etwa 130 Soldaten zu versorgen, und – seit dem 14. März 1987 – das ständige Kommando in Goose Bay in Kanada (NAPO 40). Auch hierfür ist das Zentral-Feldpostamt in Utrecht zuständig.

### Manöverpost
Während der Mobilmachung Anfang 1940 machte unter den Soldaten der folgende Witz die Runde: „Warum ist das Brot bei der Armee so trocken?“ Antwort: „Es wurde mit der Feldpost befördert.“ Es ist seit langer Zeit bekannt, dass es für die Moral der Truppe von sehr großer Wichtigkeit ist, so oft als eben möglich mit Verwandten, Bekannten und Freunden schriftlichen Kontakt aufnehmen zu können.
Die Feldpostordnung verlangt im ersten Artikel: „Die Feldpost dient dem Militär und verlangt Geheimhaltung, der Versand der Postsendungen an und durch das Militär hat so schnell wie eben möglich zu erfolgen.“
- Die Standorte der Truppen sollen weitestgehend dem Feind verborgen bleiben. – Die Geheimhaltung ist in Friedenszeiten ein sehr vager Begriff. Die Orte, in denen Militärs stationiert sind, werden durch Tage der Offenen Tür und ähnliche Veranstaltungen bekannt. Für Kriegszeiten sind die Vorkehrungen bestens getroffen. Die Notwendigkeit ist auch jedermann verständlich und klar. So war es auch während der Mobilmachung 1940.
- Die Postverteilung muss so schnell wie eben möglich erfolgen, ungeachtet, ob die Truppen weit auseinander liegen und ungeachtet möglicher Verlegungen. – Sie kann nur durch einen Dienst erreicht werden, der sich sehr schnell an die sich veränderten Gegebenheiten anpassen kann, sei es in Friedens- oder Kriegszeiten.

Die Organisation der Feldpost ist darauf eingestellt. Ihre Aufgabe ist es vor allem, die Post auch in bereits von der Bevölkerung verlassenen Gegenden, in denen es daher auch keine öffentliche Postversorgung mehr gibt, bis möglichst nahe an die Front zu bringen. Dies gilt dann für die militärische Dienstpost und für die Post an die kämpfende Truppe.
Diese Aufgabe wird durch den Einsatz des Feldpostdienstes zur Versorgung der Truppen im Manöver trainiert. Als Manövergebiete sind besonders Mourmelon en La Courtine in Frankreich und Sennelager, Hohne, Vogelsang bei Monschau und Munster-Süd in Deutschland zu nennen.

### Post- und Zollvorschriften
Post- und Zollvorschriften für Sendungen von und an Mitglieder der Niederländischen Truppen in Deutschland in der Übersicht
- September 1951 – Erste niederländische Feldpost in Deutschland (Manöver „Counter Thrust“)
- September 1952 – Manöver „Hold Fast“ mit niederländischer Beteiligung
- 20. Mai 1960 – Zollregelung für das erste ständige niederländische Feldpostkontor in Handorf.
- 22. März 1962 – Vereinbarung über die zollamtliche Behandlung von Paketen aus den Niederlanden nach Deutschland.
- Juni August 1963 – Versuch, die Zollregelungen zwischen der US-Feldpost und der DBP auch für den niederländischen Feldpostdienst nutzbar zu machen.
- 8. Februar 1965 – Besondere Zollvereinbarungen wegen Handorf, als Maßnahme gegen Schmuggel.
- 3. September 1973 – Spezielle Regelungen für die direkte Einfuhr von zollpflichtigen Sendungen von der Bundesrepublik nach den Niederlanden über die Zollämter Oldenzaal bzw. Amsterdam.
- 1. Oktober 1979 – Verlegung der Zuständigkeit des Zollamts Oldenzaal nach Arnheim.
- 1. Januar 1986 – Alle zollpflichtigen Sendungen aus der Bundesrepublik Deutschland in die Niederlande werden nicht mehr direkt, sondern nur noch über das Zentrale Feldpostamt in Utrecht geleitet, und von da an das für gewöhnliche Post zuständige Zollamt in Arnhem bzw. an das für eingeschriebene Sendungen zuständige Zollamt Amsterdam abgefertigt.